# Mezinárodní dudácký festival ve Strakonicích

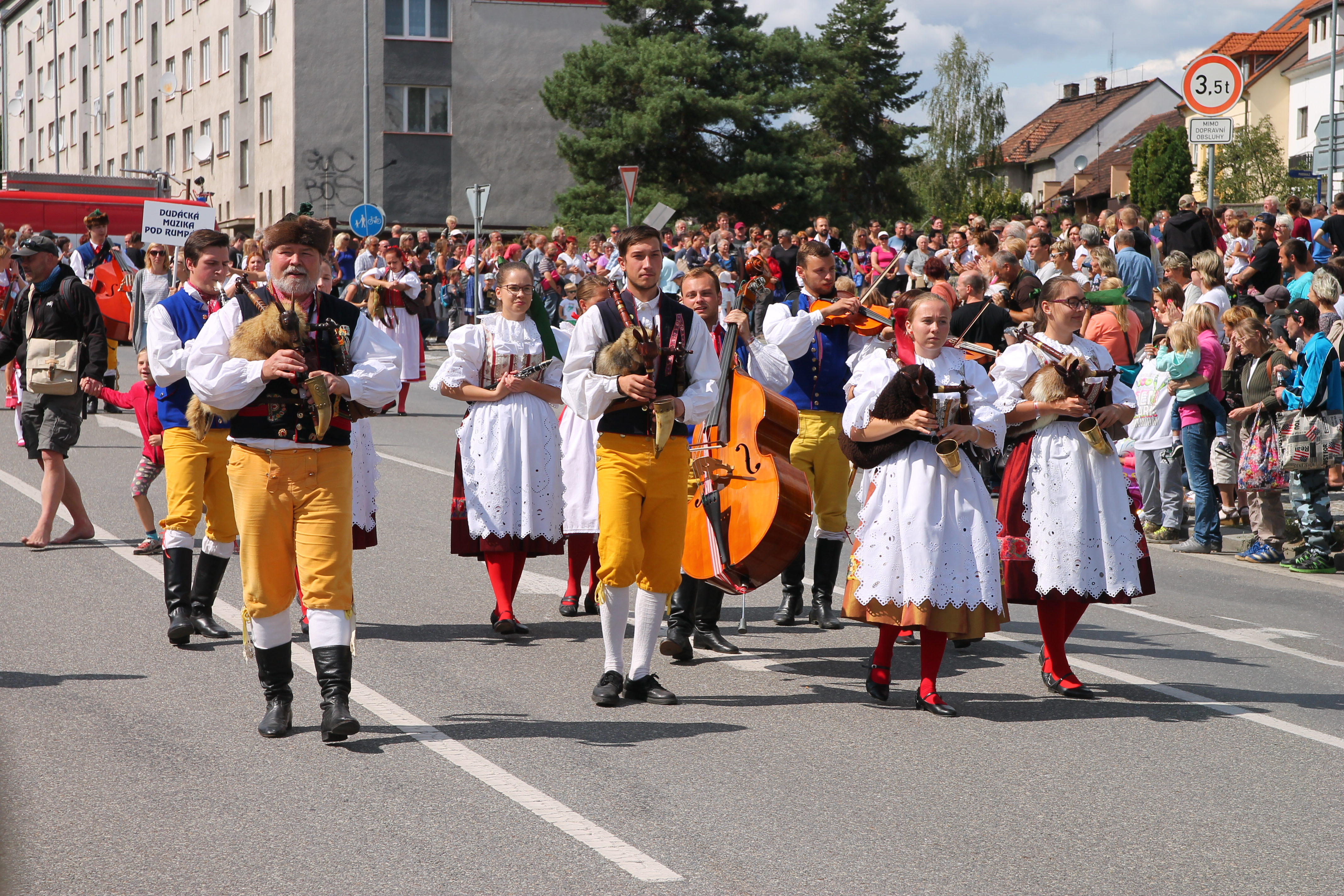
Závěrečný průvod Mezinárodního dudáckého festivalu v roce 2018

Mezinárodní dudácký festival, zkracovaný také někdy na MDF, je festival dudáckých souborů, který se koná každý sudý rok na konci srpna ve Strakonicích. První ročník se uskutečnil v roce 1967 u příležitosti 600. výročí založení města. Nyní se koná každé dva roky vždy na konci srpna a účastní se ho dudáci z více než desítky států například (mimo Čechů) Skoti, Slováci, Francouzi či Turci.

## Historie
U zrodu festivalu stál nestor českých dudáků Josef Režný, který festival řídil, později byl čestným předsedou programové rady. Mezi pravidelné účastníky patřil skotský dudák Iain MacDonald, jehož soubor Neilston and District Pipe Band na festival jezdí pravidelně od roku 1978.
Od roku 2016 je vstup na všechny akce festivalu pro veřejnost zdarma.
22. ročník se konal od 25. do 28. srpna 2016 na celkem 7 scénách. 
24. ročník se měl konat v srpnu 2020, s ohledem na pandemii covidu-19 odvolán, 24. ročník se uskutečnil 25.–28. srpna 2022.
25. ročník se konal 22.–25. srpna 2024.

### Ročníky
| Ročník | Datum                       |
| ------ | --------------------------- |
| 0.     | 9.–10. září 1967            |
| 1.     | 5.–8. září 1968             |
| 2.     | 5.–7. září 1969             |
| 3.     | 1.–3. září 1972             |
| 4.     | 29.–31. srpna 1975          |
| 5.     | 1.–3. září 1978             |
| 6.     | 29.–31. srpna 1980          |
| 7.     | 26.–28. srpna 1983          |
| 8.     | 22.–24. srpna 1986          |
| 9.     | 25.–27. srpna 1989          |
| 10.    | 21.–23. srpna 1992          |
| 11.    | 25.–28. srpna 1994          |
| 12.    | 22.–25. srpna 1996          |
| 13.    | 27.–30. srpna 1998          |
| 14.    | 24.–27. srpna 2000          |
| 15.    | 22.–25. srpna 2002          |
| 16.    | 26.–29. srpna 2004          |
| 17.    | 24.–27. srpna 2006          |
| 18.    | 21.–24. srpna 2008          |
| 19.    | 26.–29. srpna 2010          |
| 20.    | 22.–26. srpna 2012          |
| 21.    | 21.–24. srpna 2014          |
| 22.    | 25.–28. srpna 2016          |
| 23.    | 23.–26. srpna 2018          |
| —      | 20.–23. srpna 2020 (zrušen) |
| 24.    | 25.–28. srpna 2022          |
| 25.    | 22.–25. srpna 2024          |
| 26.    | 2026                        |

## Program festivalu
O program festivalu se stará programová rada festivalu, ve které pracují muzikanti a odborníci na dudácký folklór ze Strakonic, ale i z celé České republiky. Programová rada začíná pracovat vždy nejméně rok před termínem festivalu, kdy začíná připravovat a diskutovat náměty na program následujícího ročníku MDF.
K tradicím programu patří zahajovací a závěrečný průvod dudáků městem, slavné Mezinárodní dudácké kasací první večer, stejně jako vystoupení tradičního skotského dudáckého souboru. Další program se vždy drobně mění (co do pozvaných zemí a souborů).
V uplynulých ročních bývalo programové složení zpravidla velmi obdobné, až posledních dvou ročnících festivalu (především v devatenáctém) se v programu objevují nové scény ve městě (před pivovarem), nové programy (dudácký bál) a některé další obsahové novinky, které jsou přikládány mírnému omlazení programové rady.

## Složení realizačního týmu 24. ročníku MDF 2022

### Přípravný výbor

#### Za MěKS Strakonice
- František Christelbauer – ředitel MDF
- Dana Skoupilová – tajemník MDF
- Jitka Šochmanová – ekonom MDF

#### Za Městský úřad Strakonice
- Břetislav Hrdlička – starosta města Strakonic
- Rudolf Oberfalcer – místostarosta
- Josef Zoch – místostarosta

### Dramaturgická skupina
- Zdeněk Vejvoda – vedoucí
- Irena Novotná – garant a režie programu
- Miloslav Vaváček – garant a režie programu
- Jaroslav Bašta – garant a režie programu
- Patrik Ředina – garant a režie programu

## Fotogalerie

2006
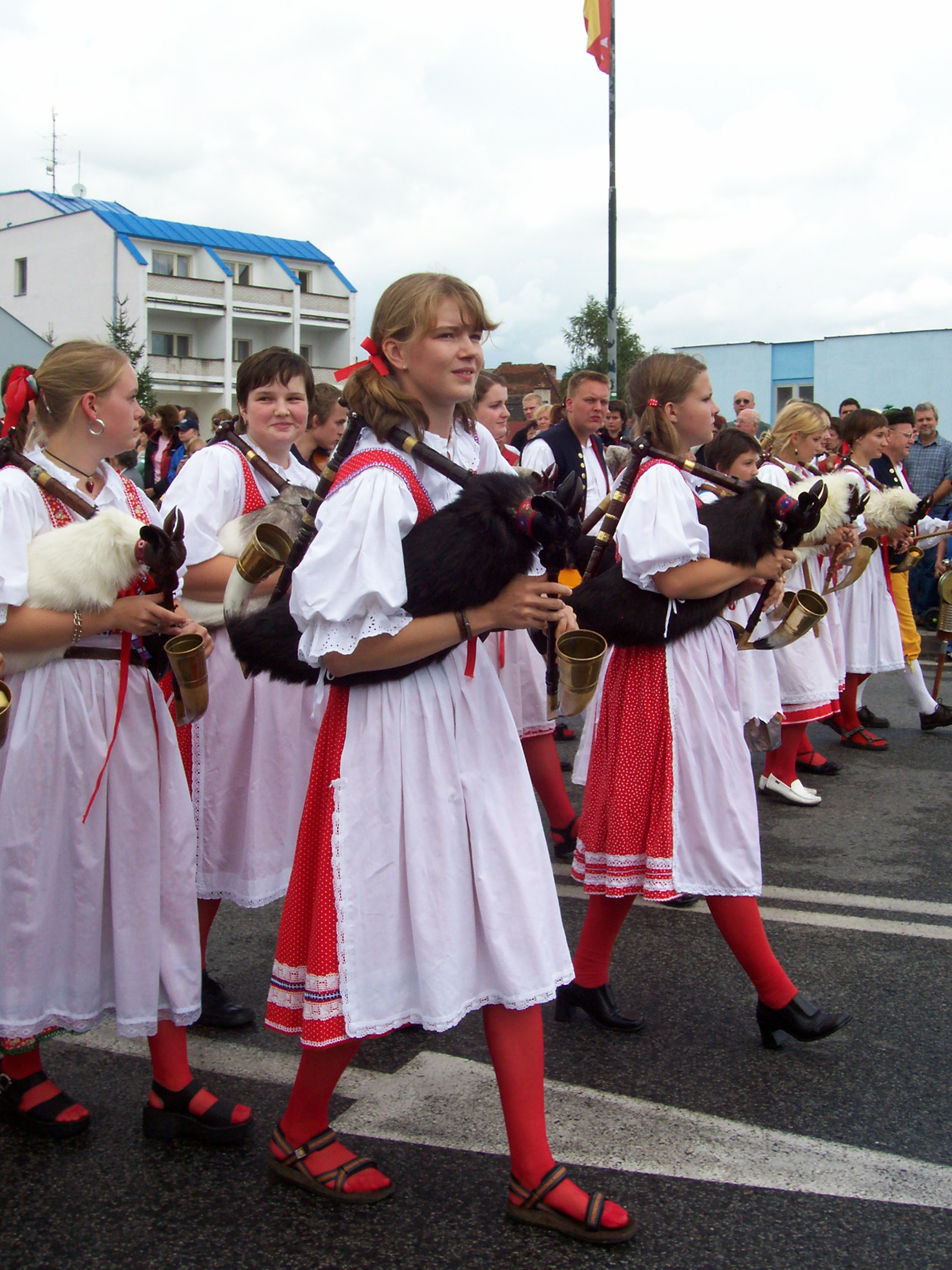
České dudačky ze ZUŠ Strakonice
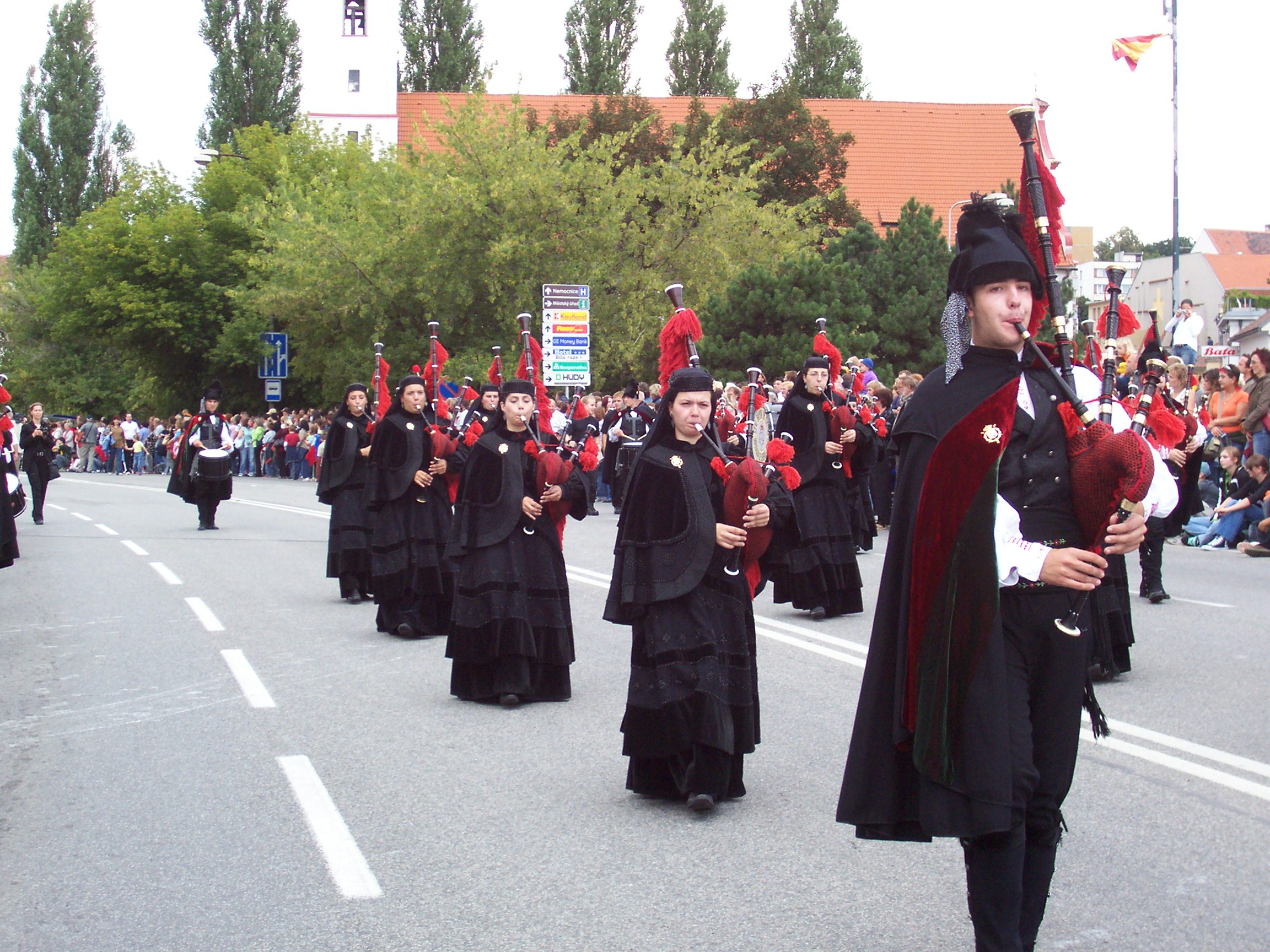
Španělský dudácký soubor
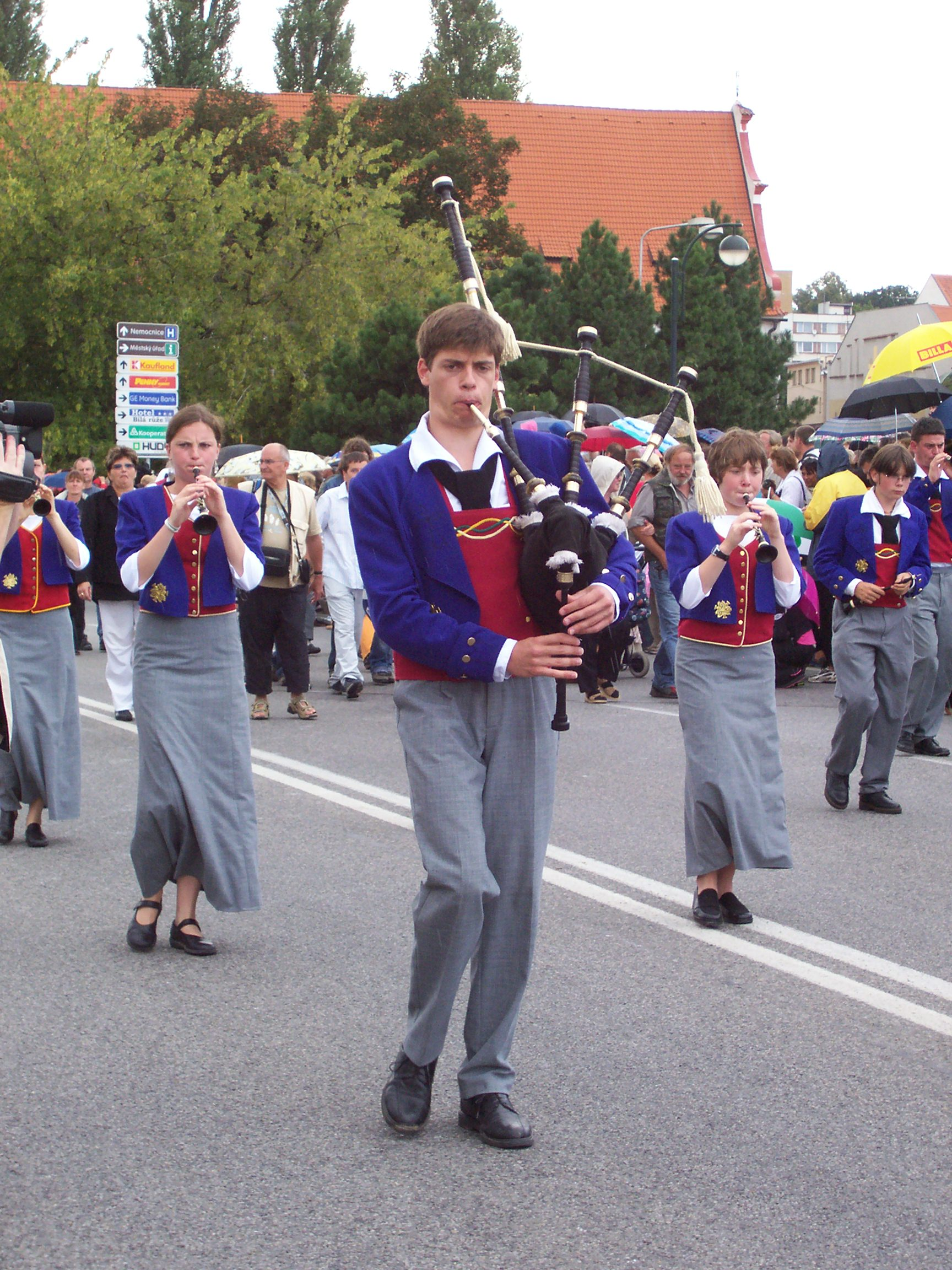
Bretonští dudáci

2008
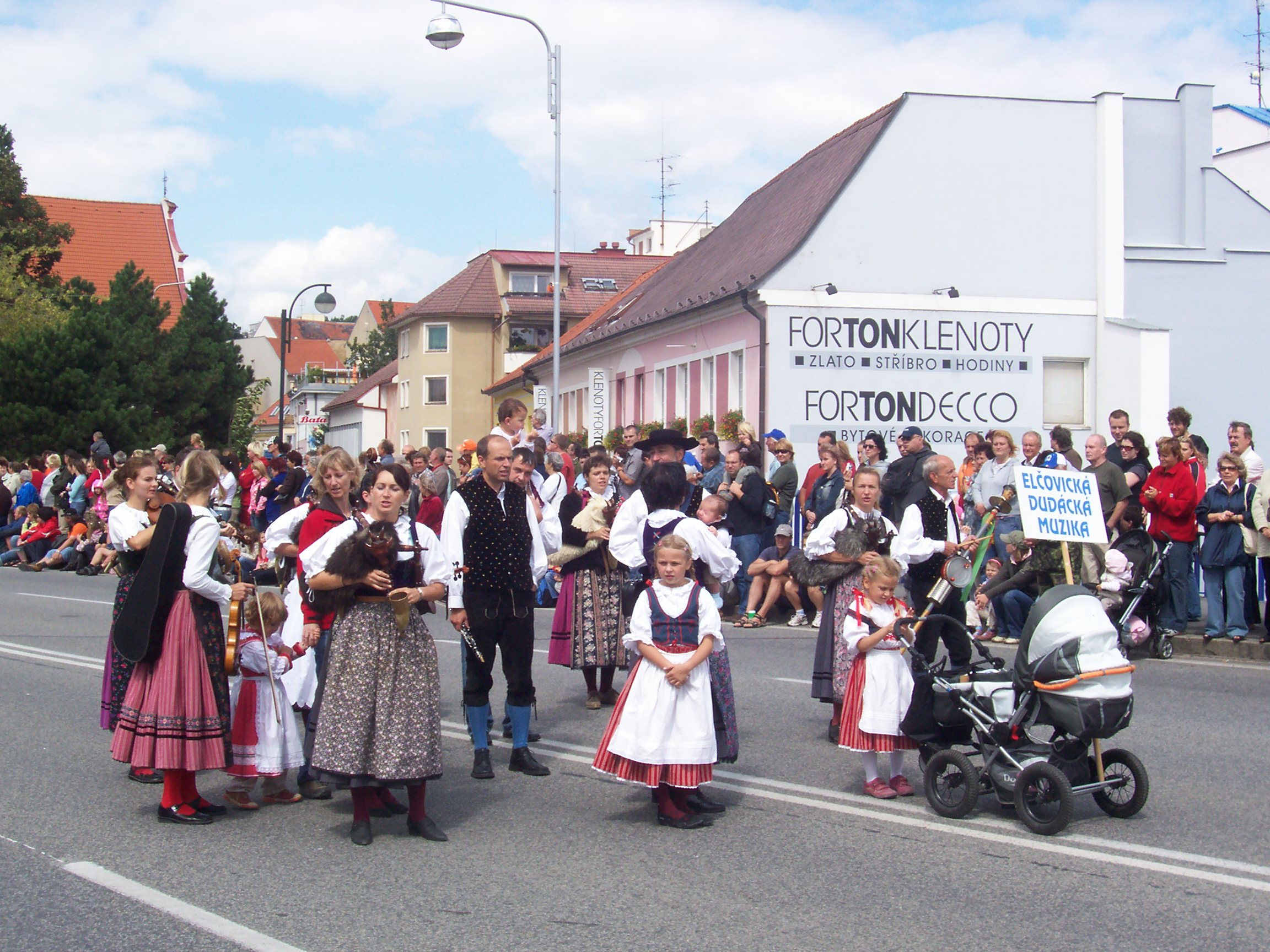
Elčovická dudácká muzika
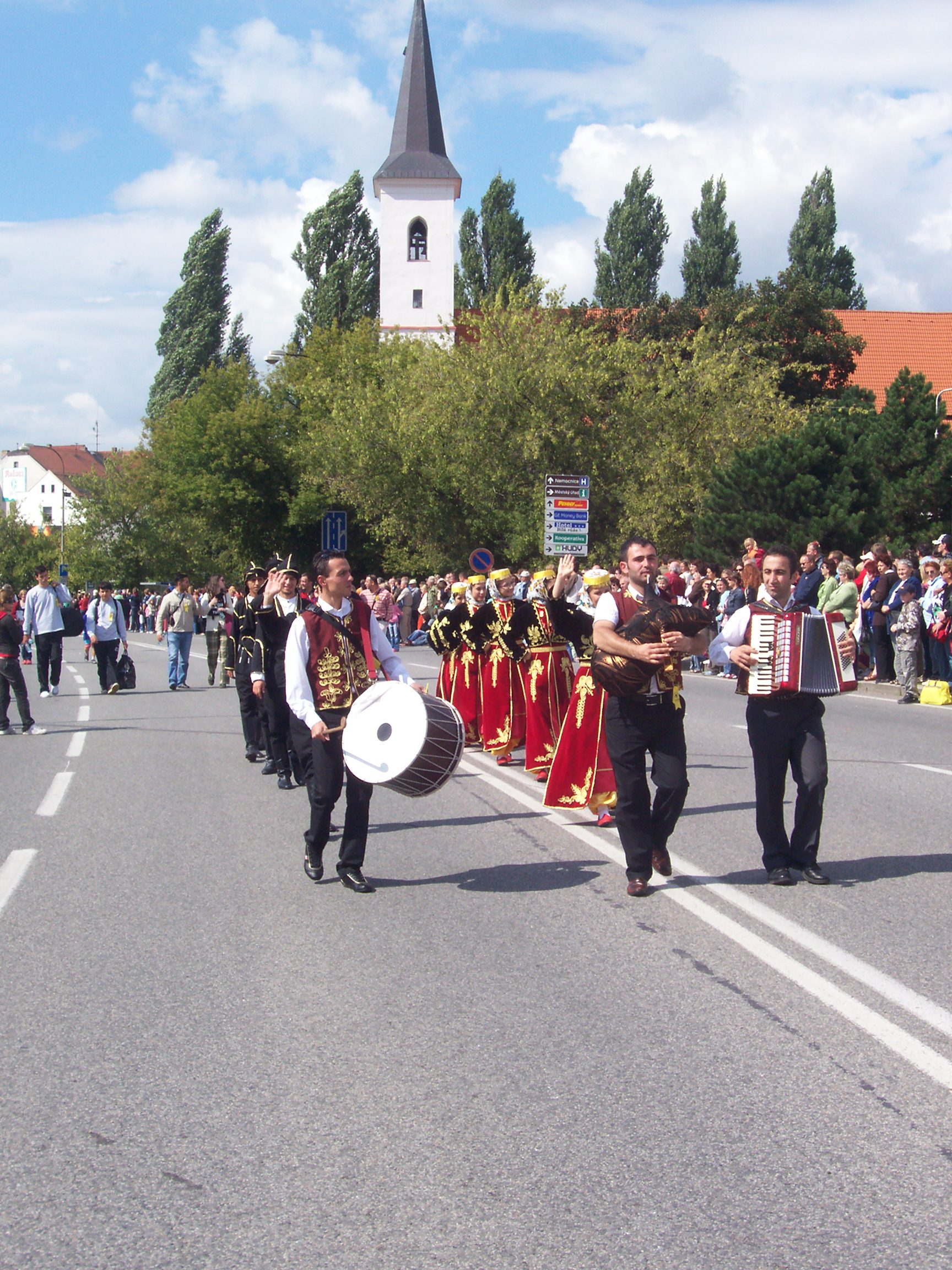
Turecký folklorní soubor

2010
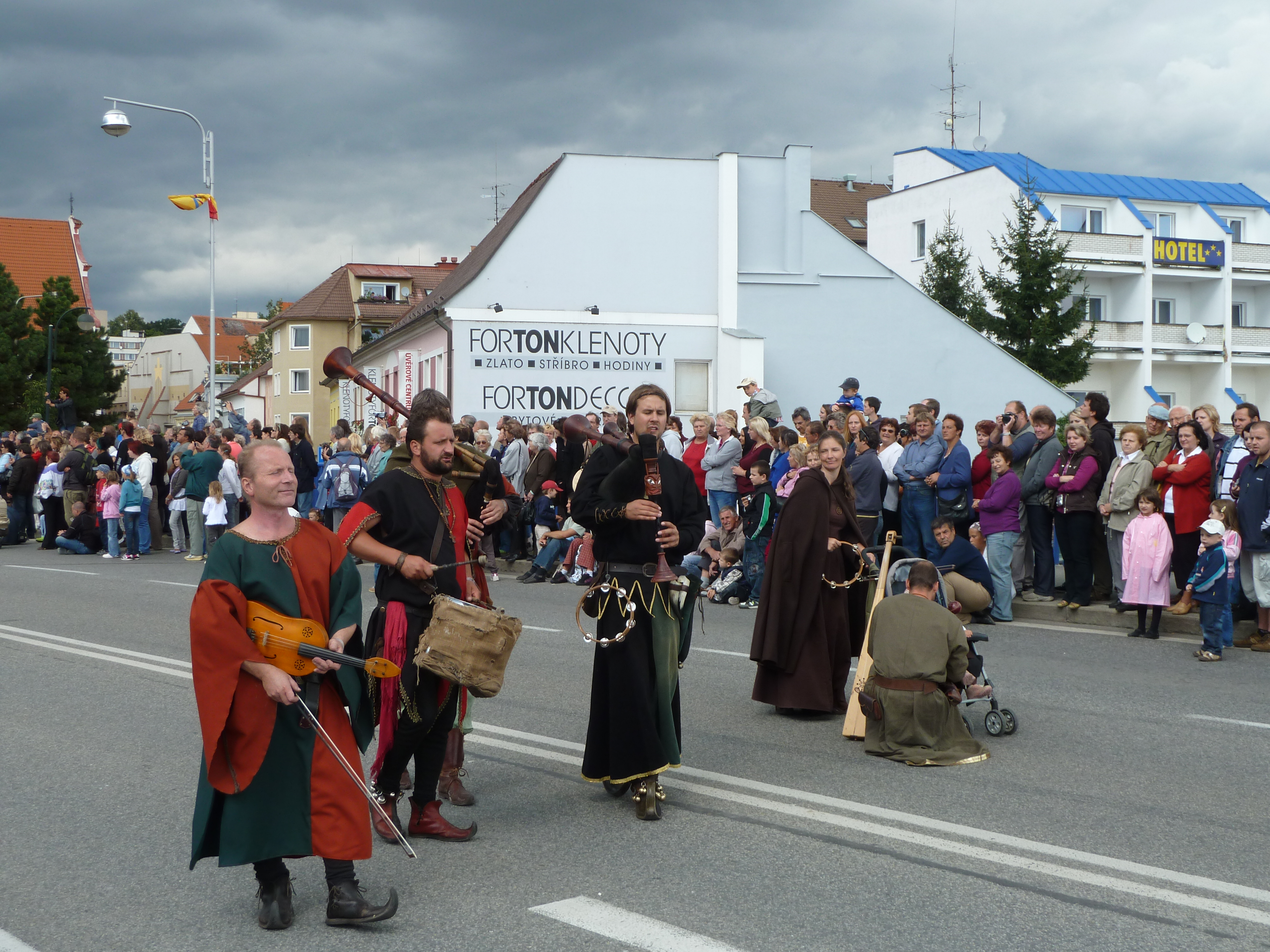
Slovenský historický dudácký soubor
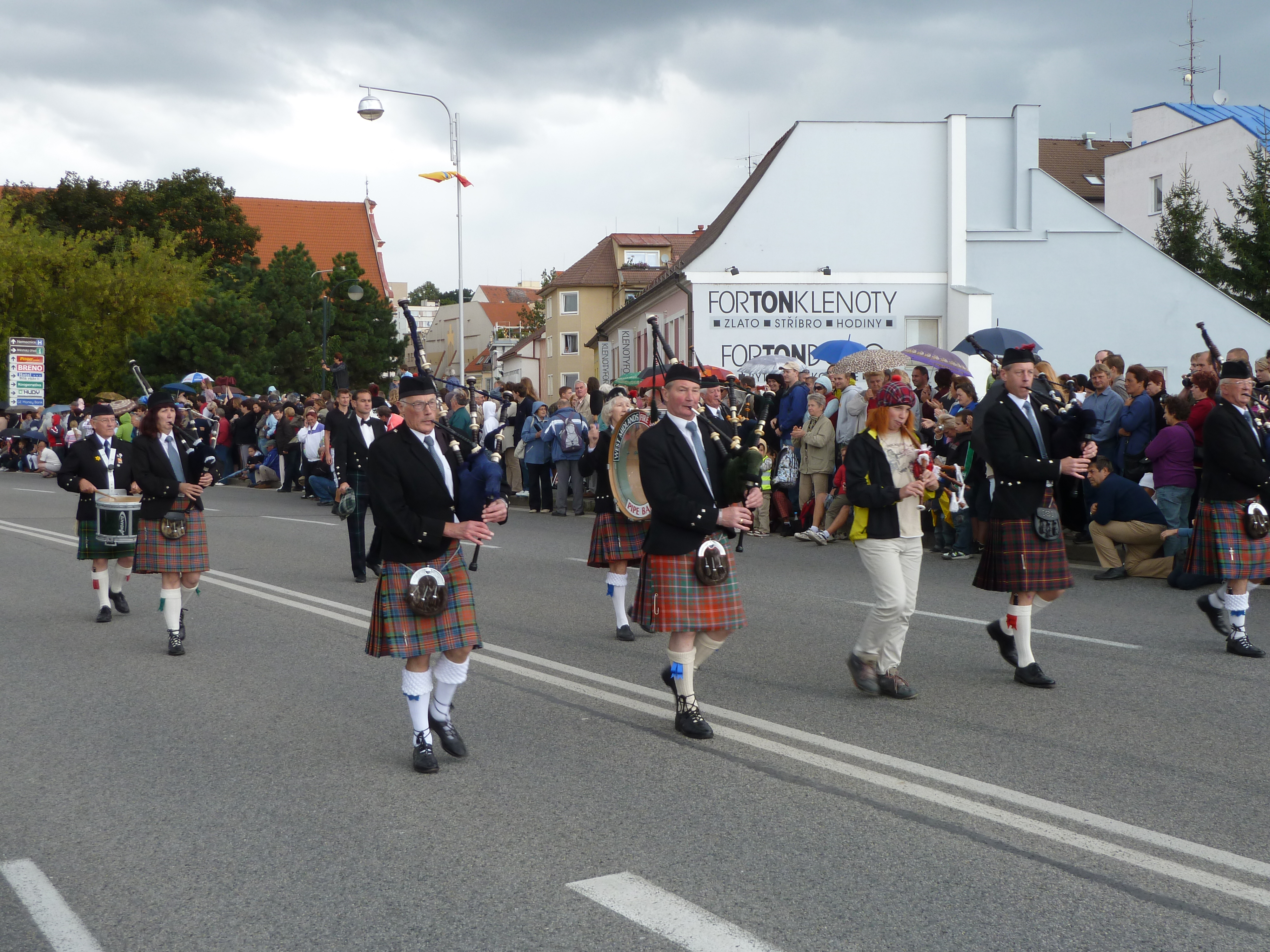
Britská požární dudácká kapela z West Midlands

2012
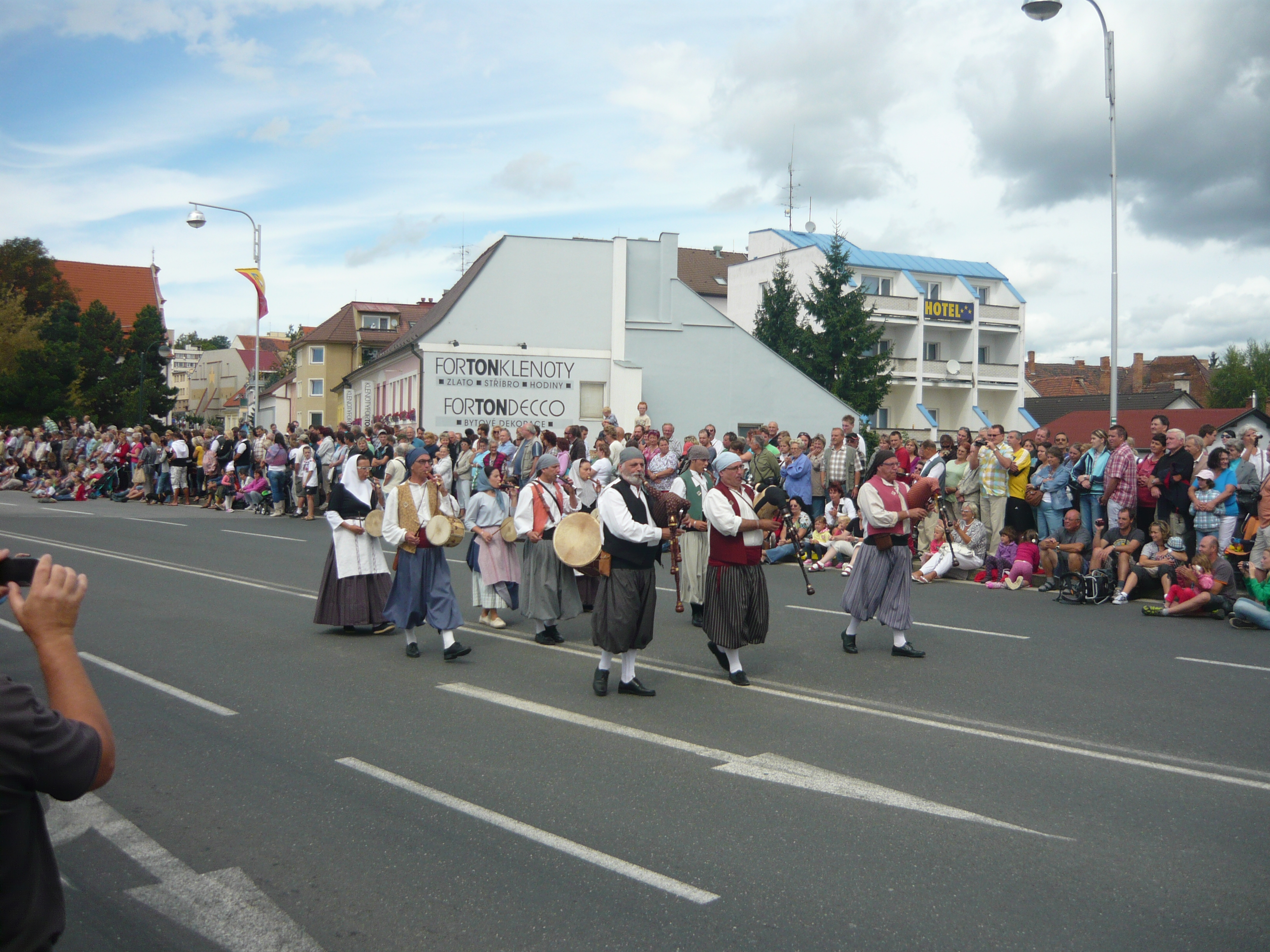
Dudáci z Mallorky
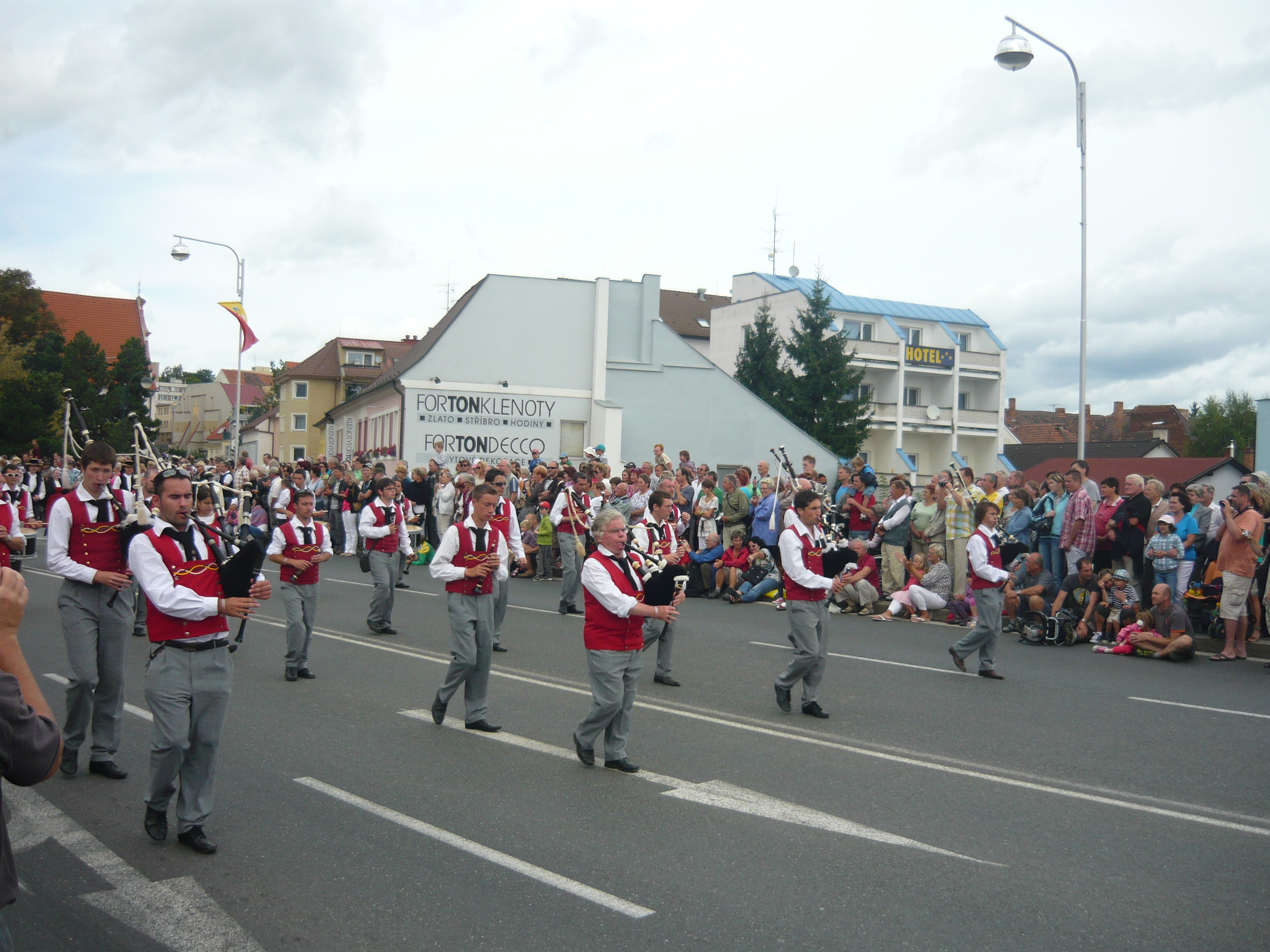
Francouzští dudáci

2014
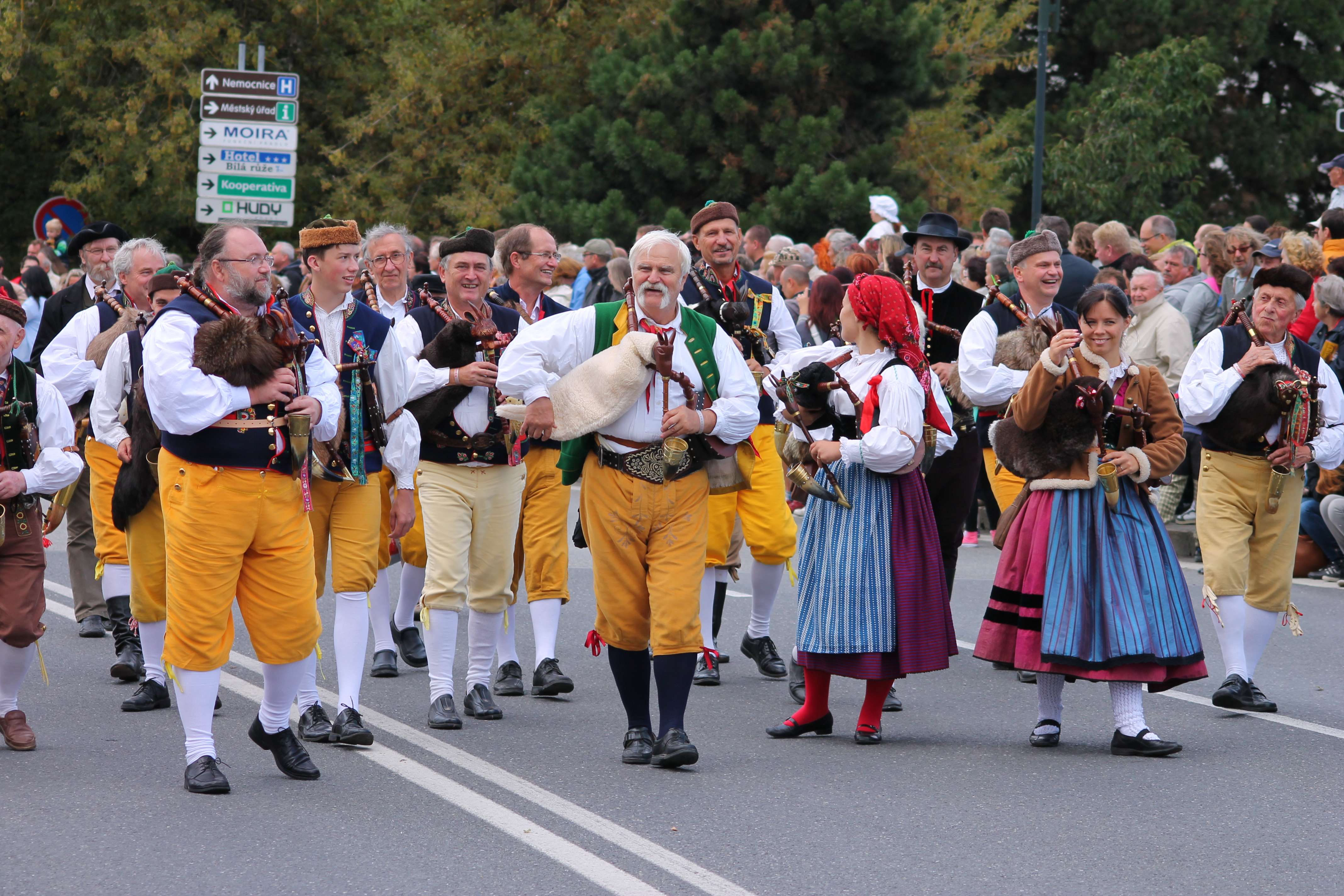
Čeští dudáci
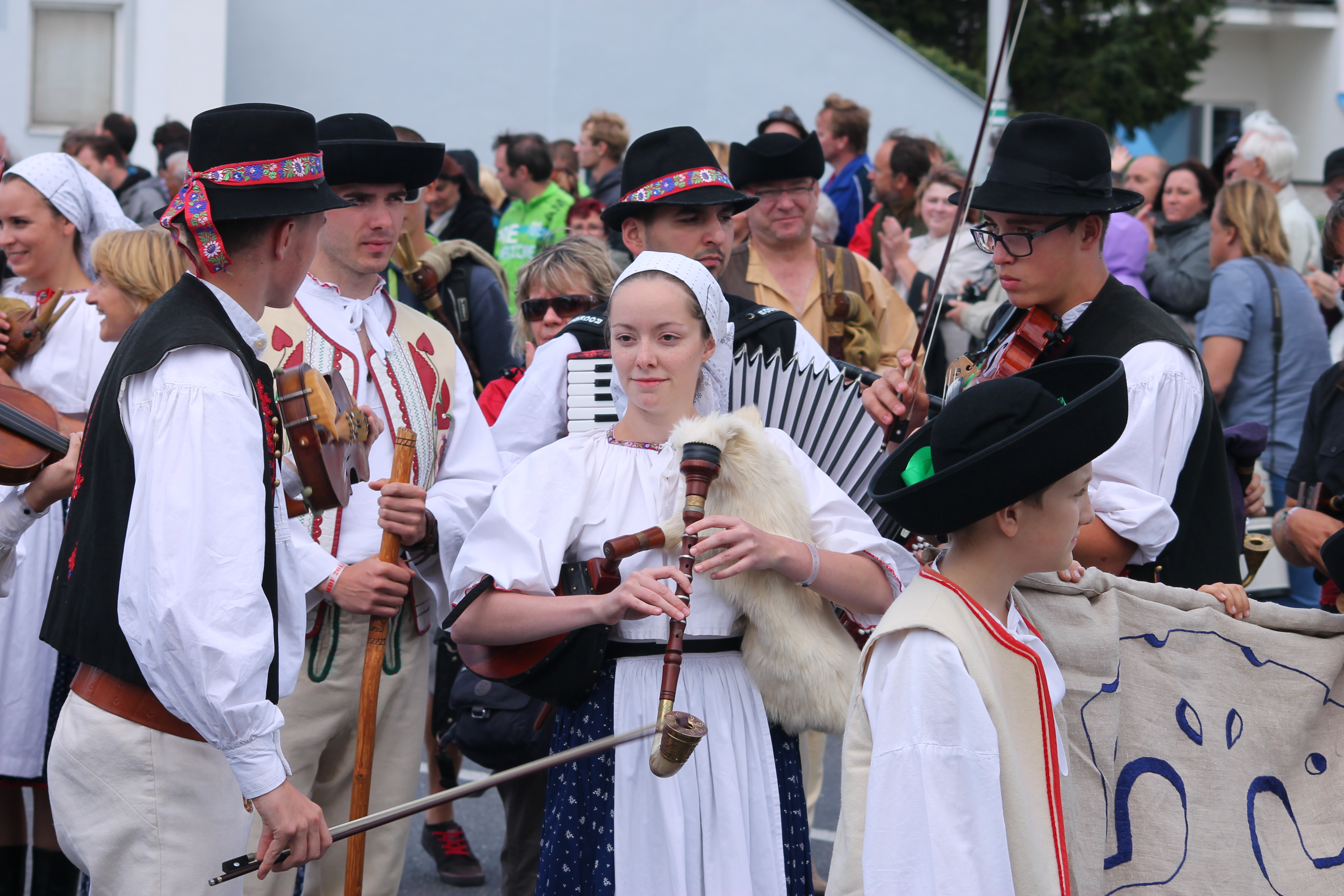
Slovenská dudačka
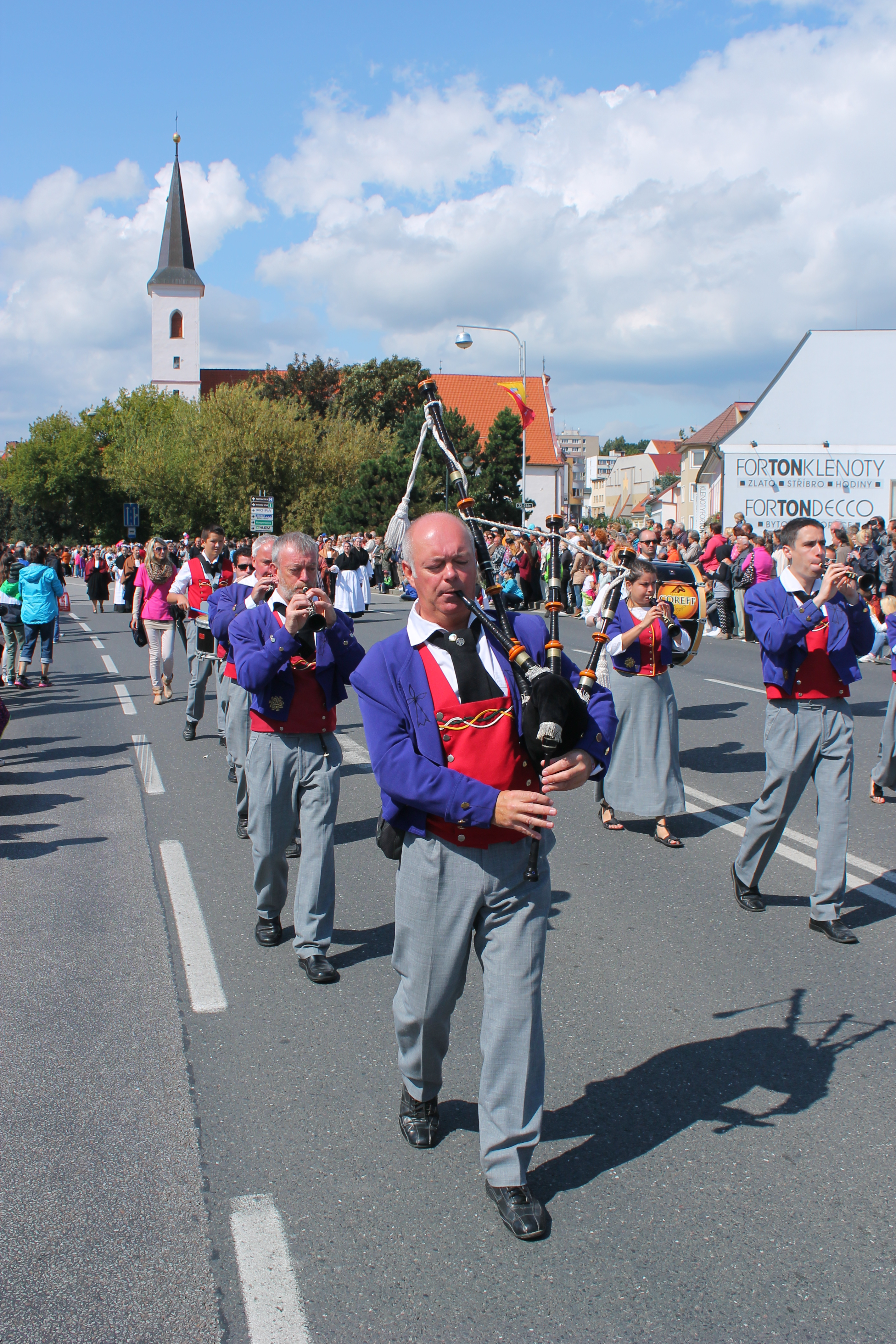
Bretonští dudáci
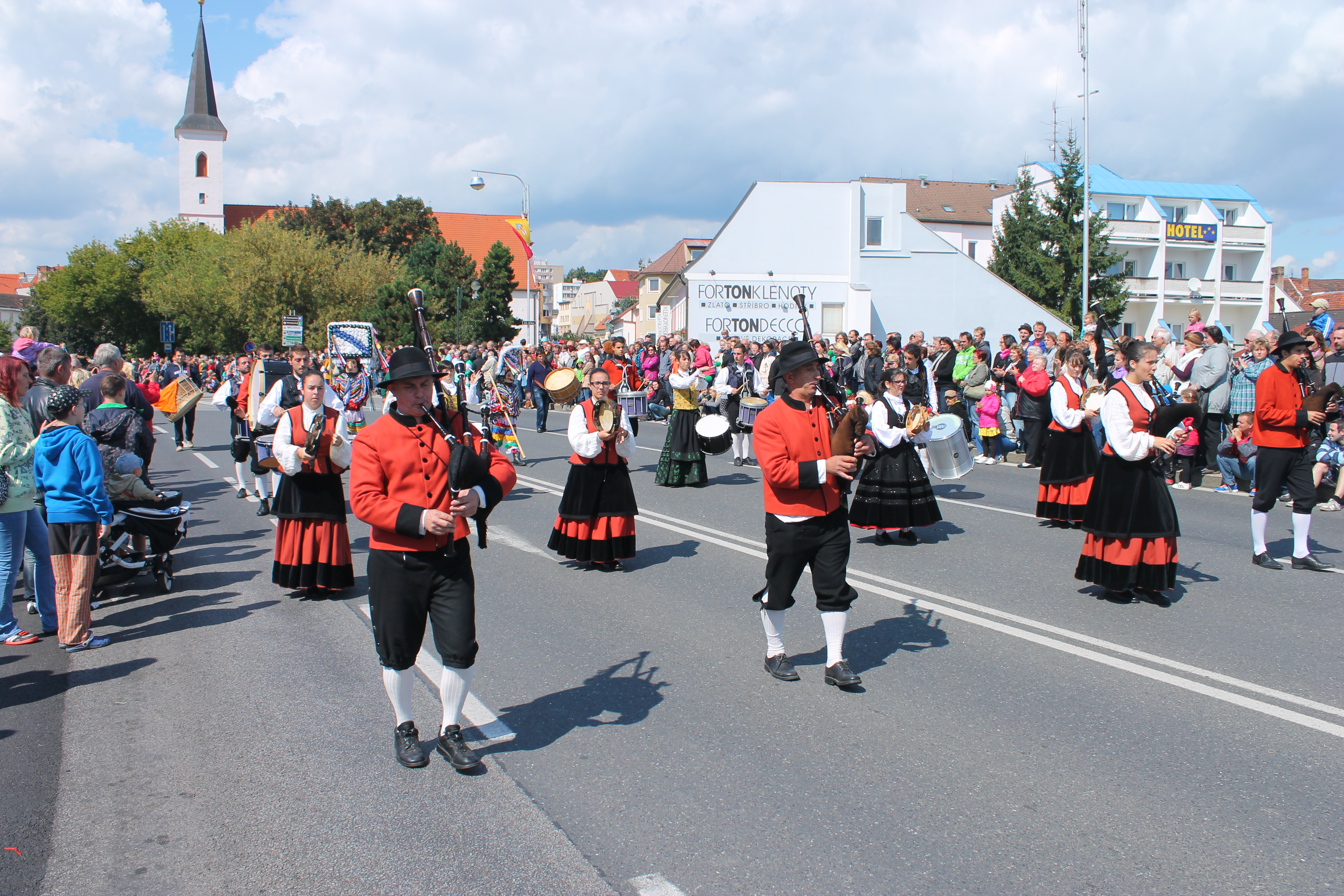
Dudáci z Galicie
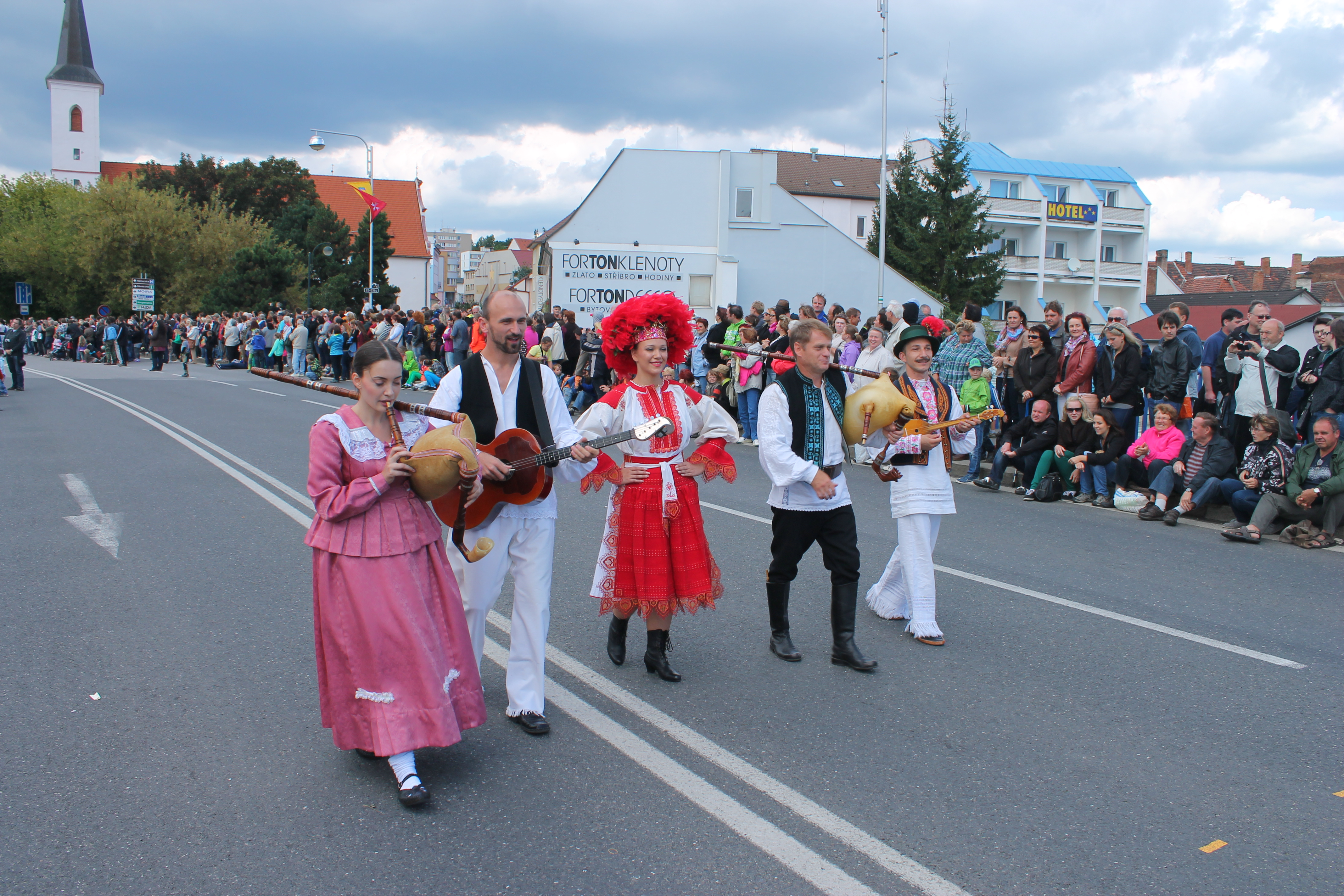
Chorvatský soubor

2016
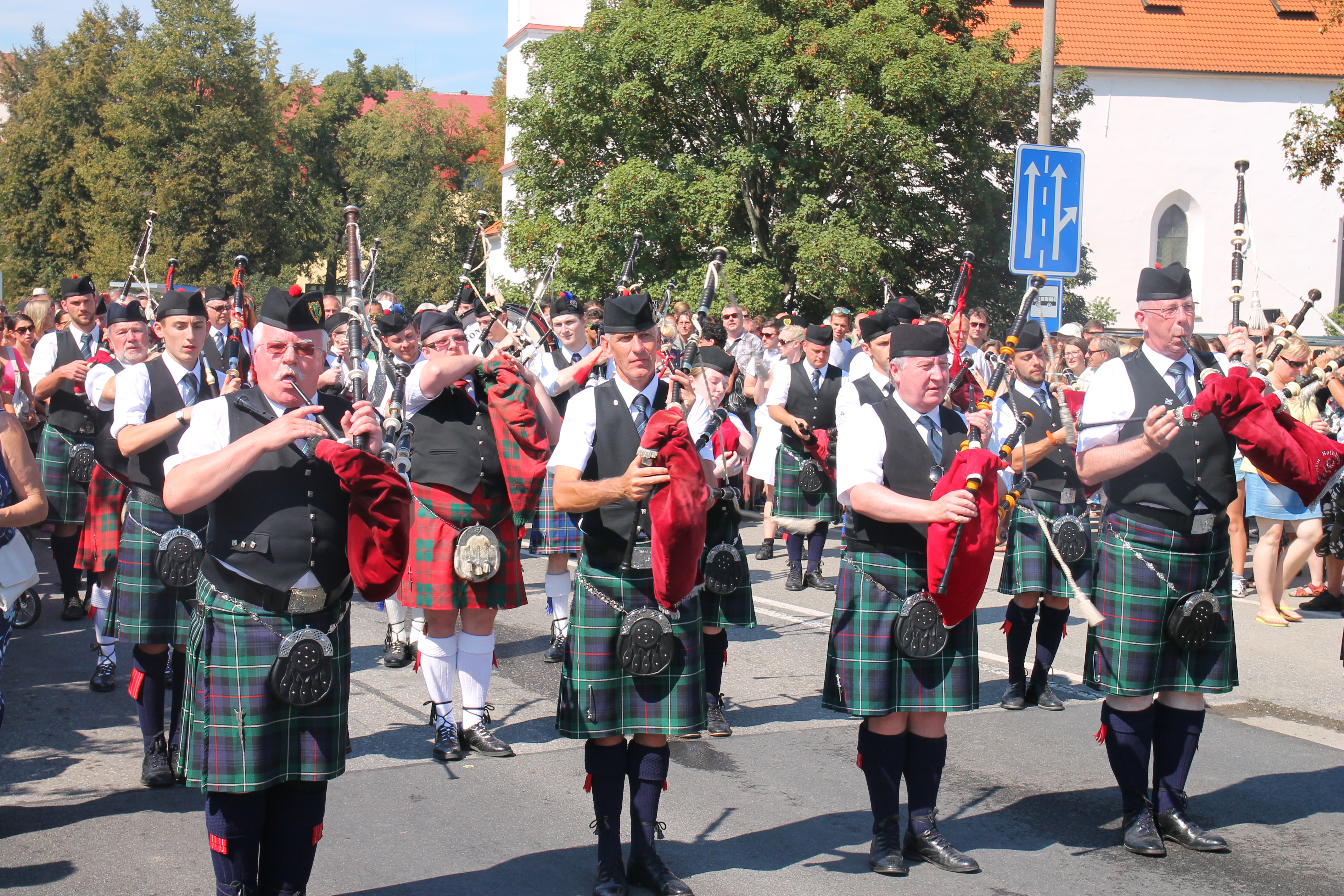
Skotští dudáci, vlevo Iain MacDonald
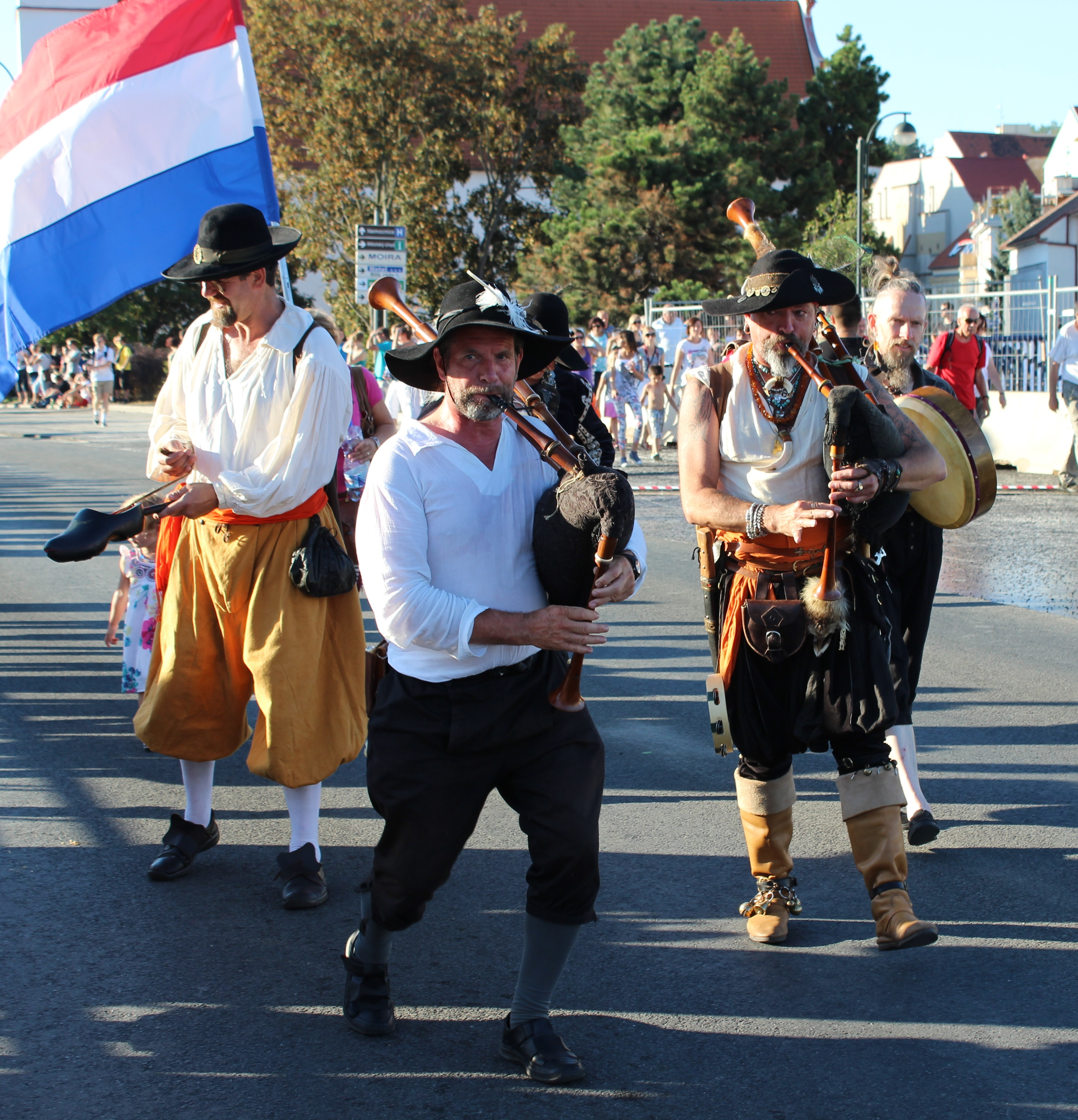
Nizozemská dudácká metalová skupina Hailander
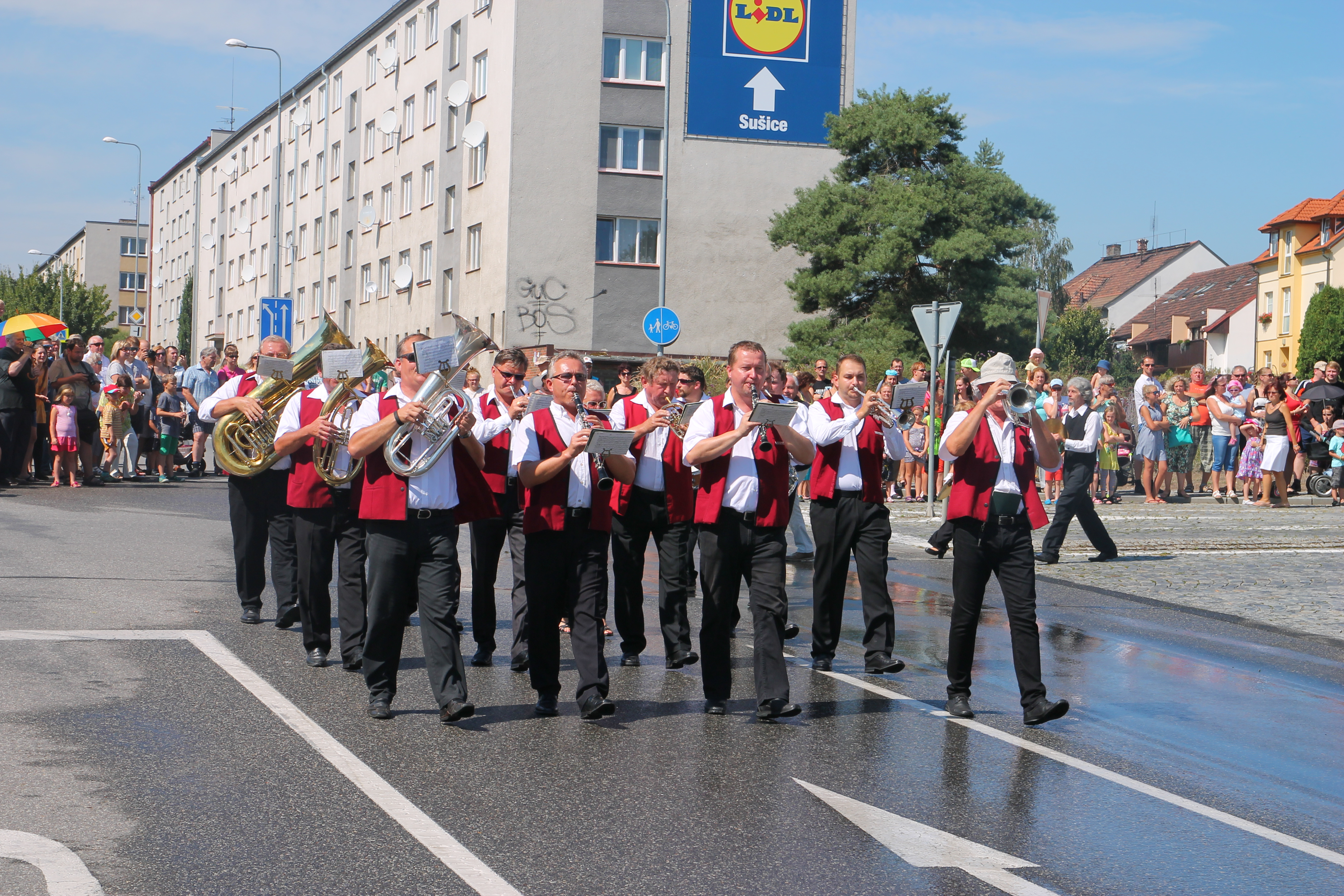
Pivovarská dechovka Nektarka
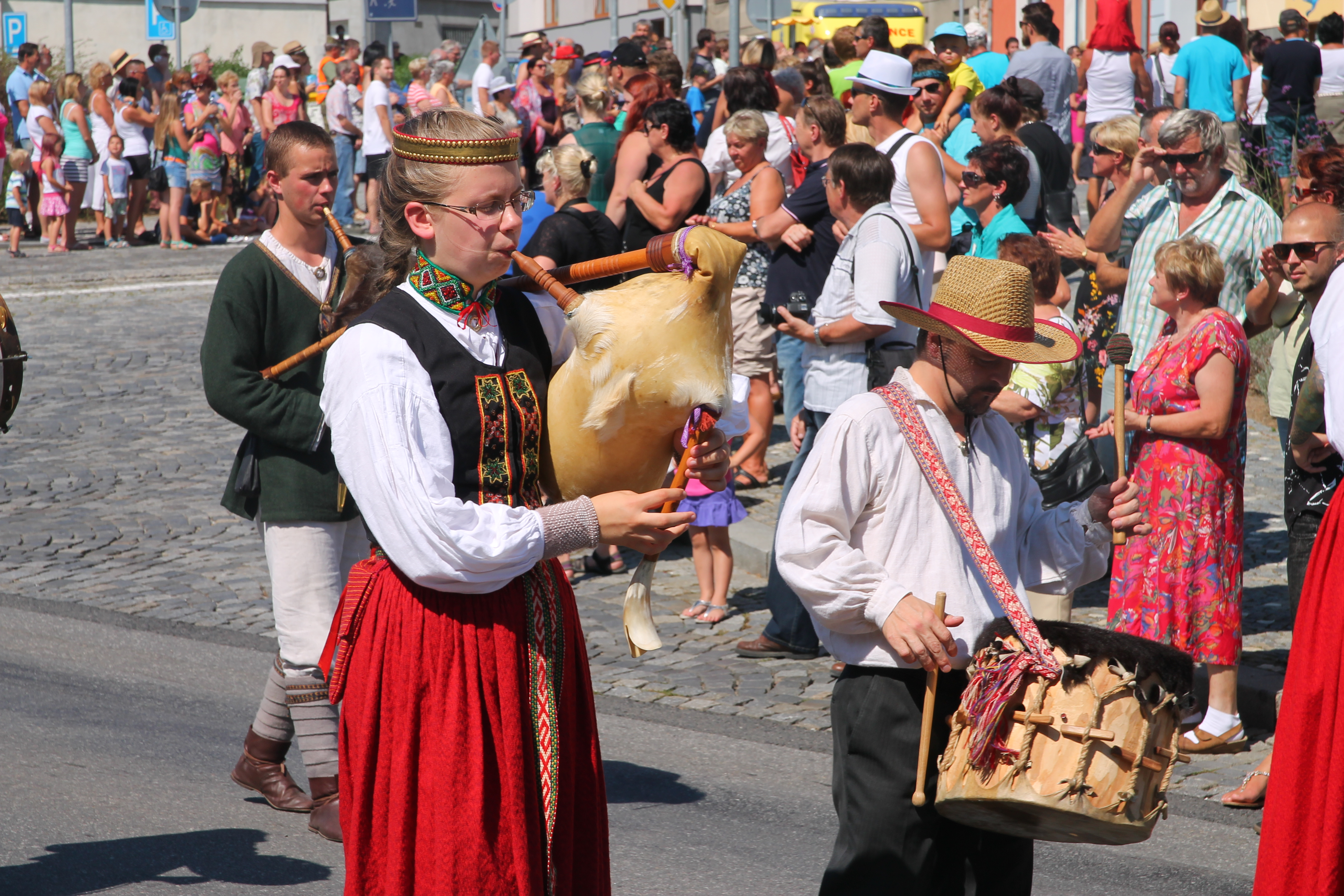
Dudačka z Polska
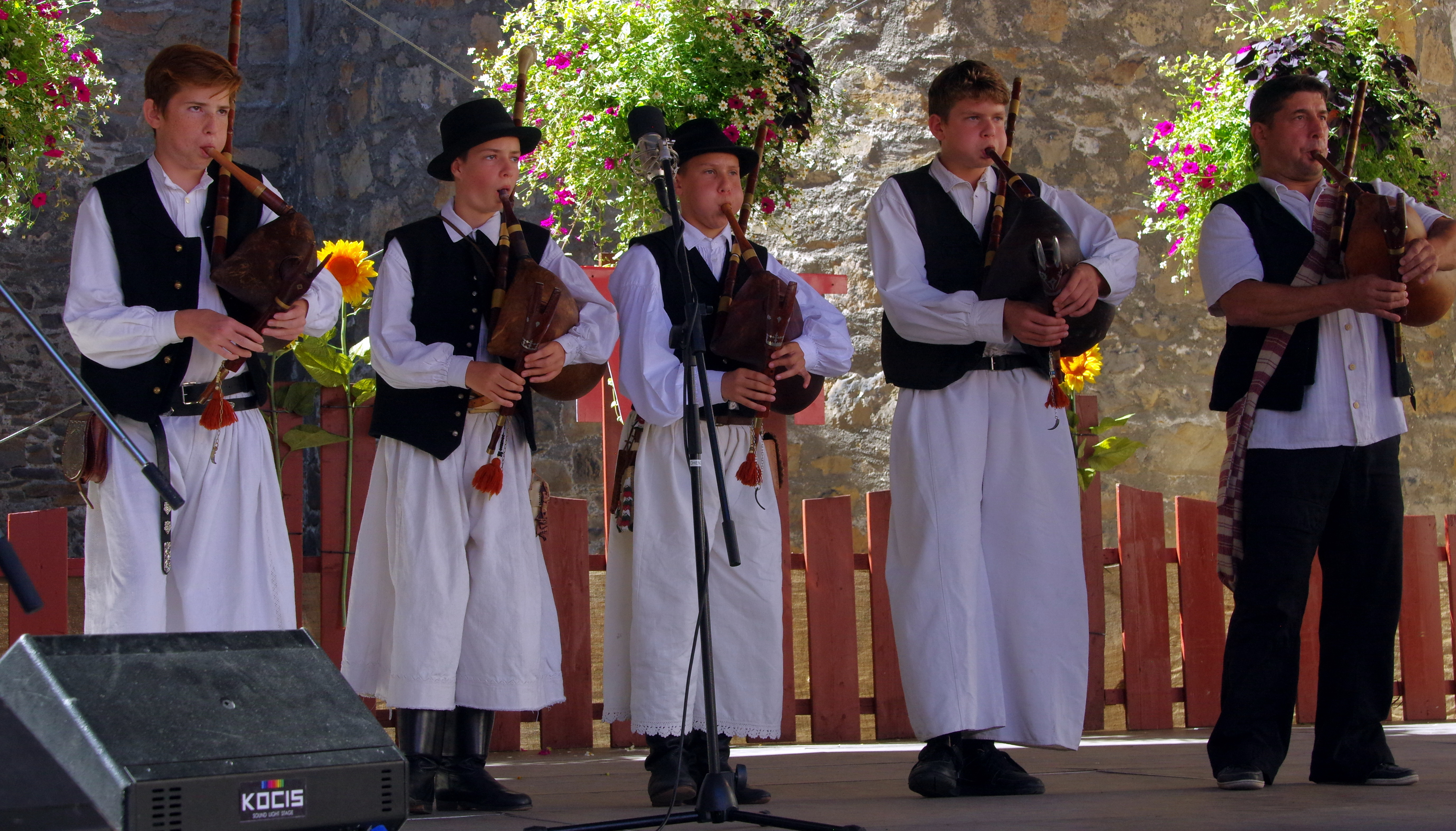
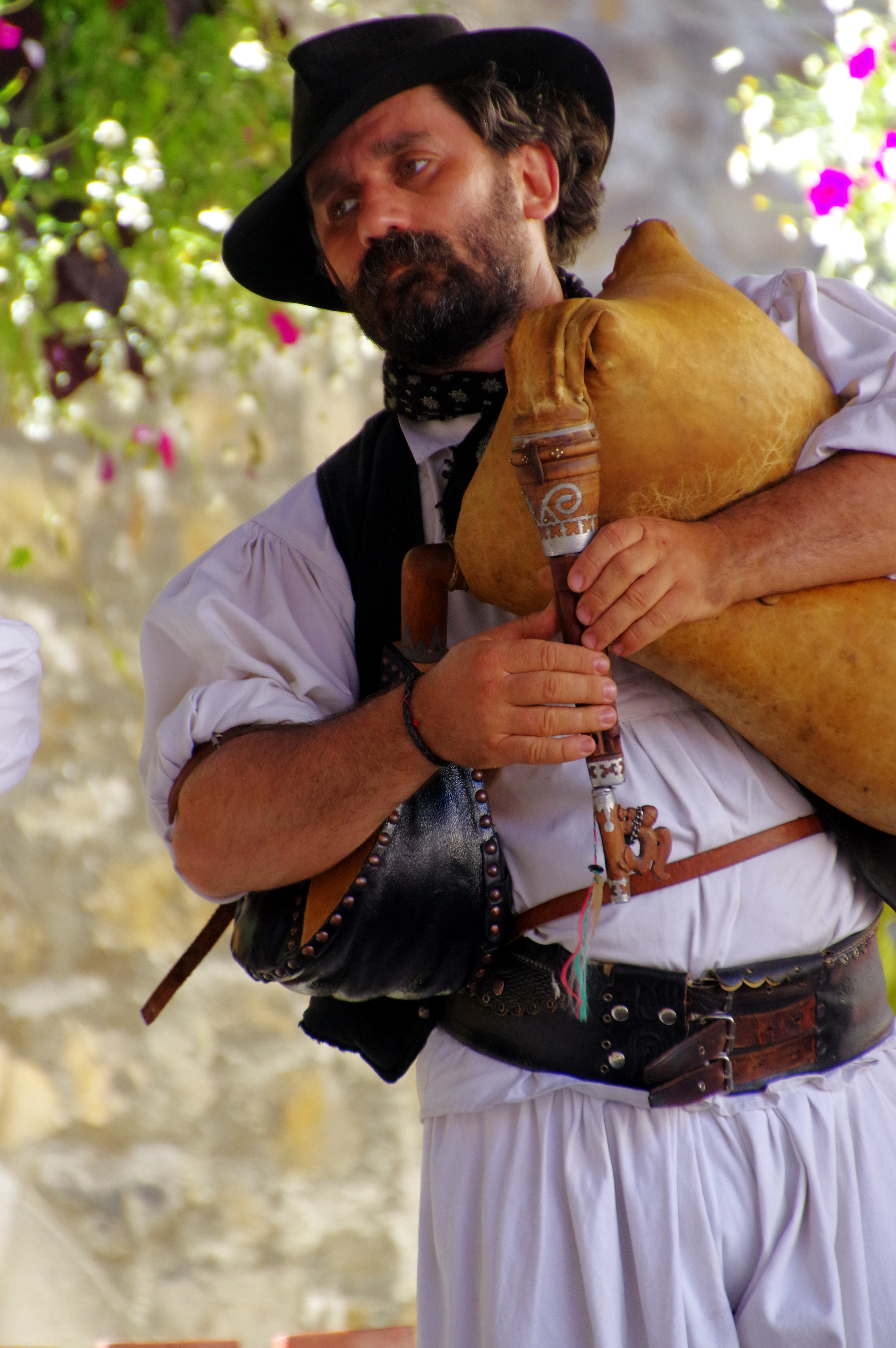
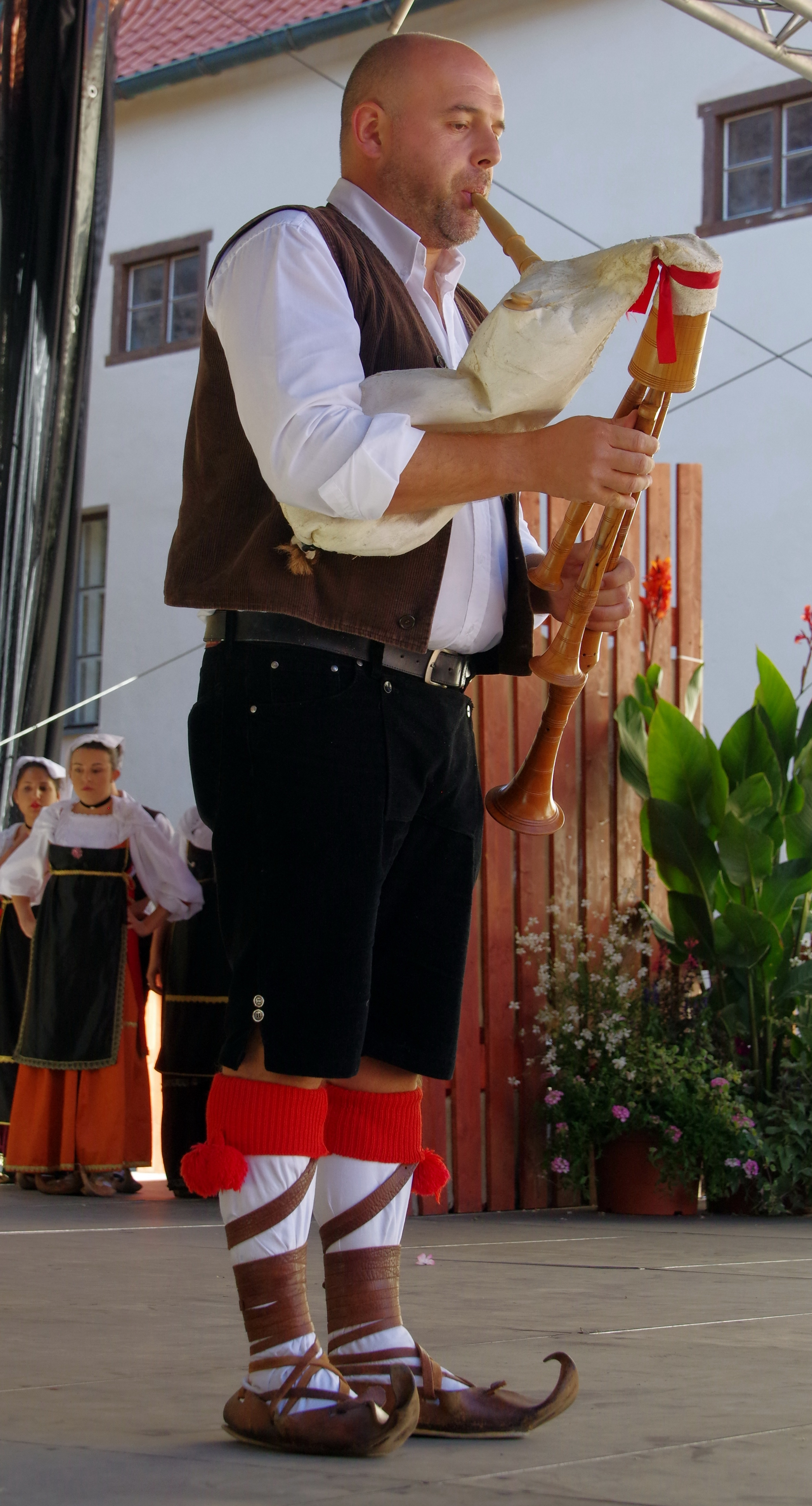

2018
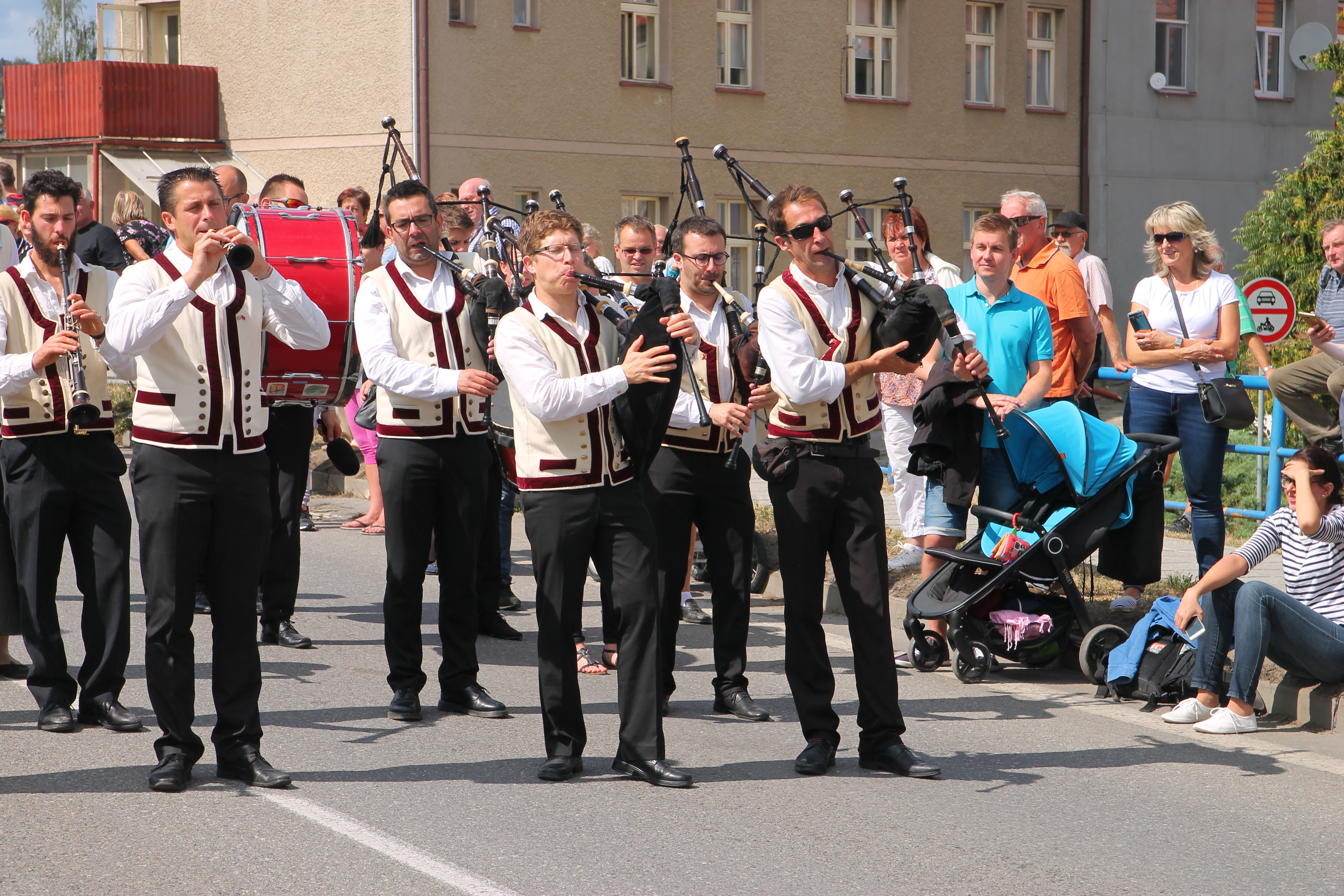
Bretonští dudáci
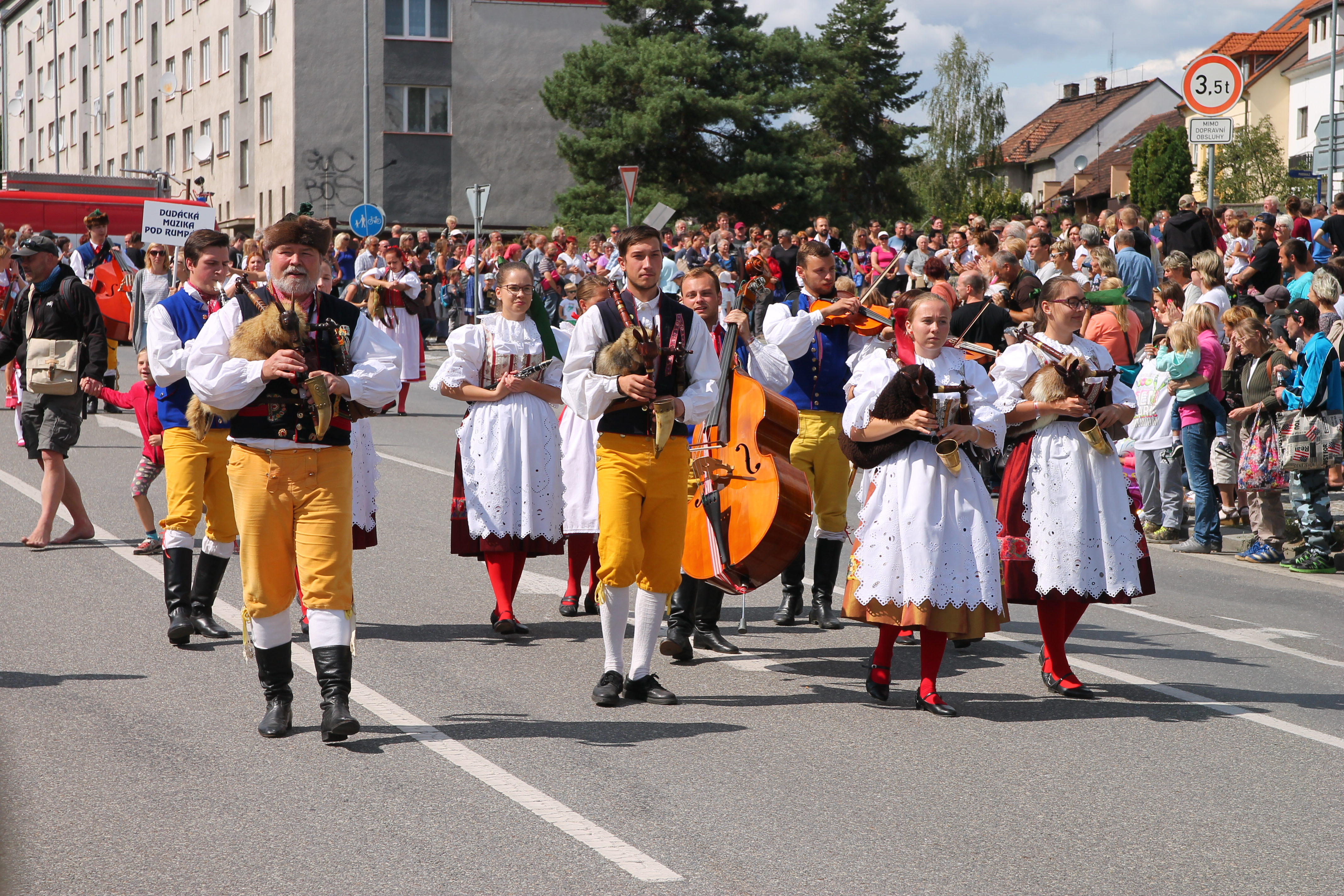
Strakoničtí dudáci
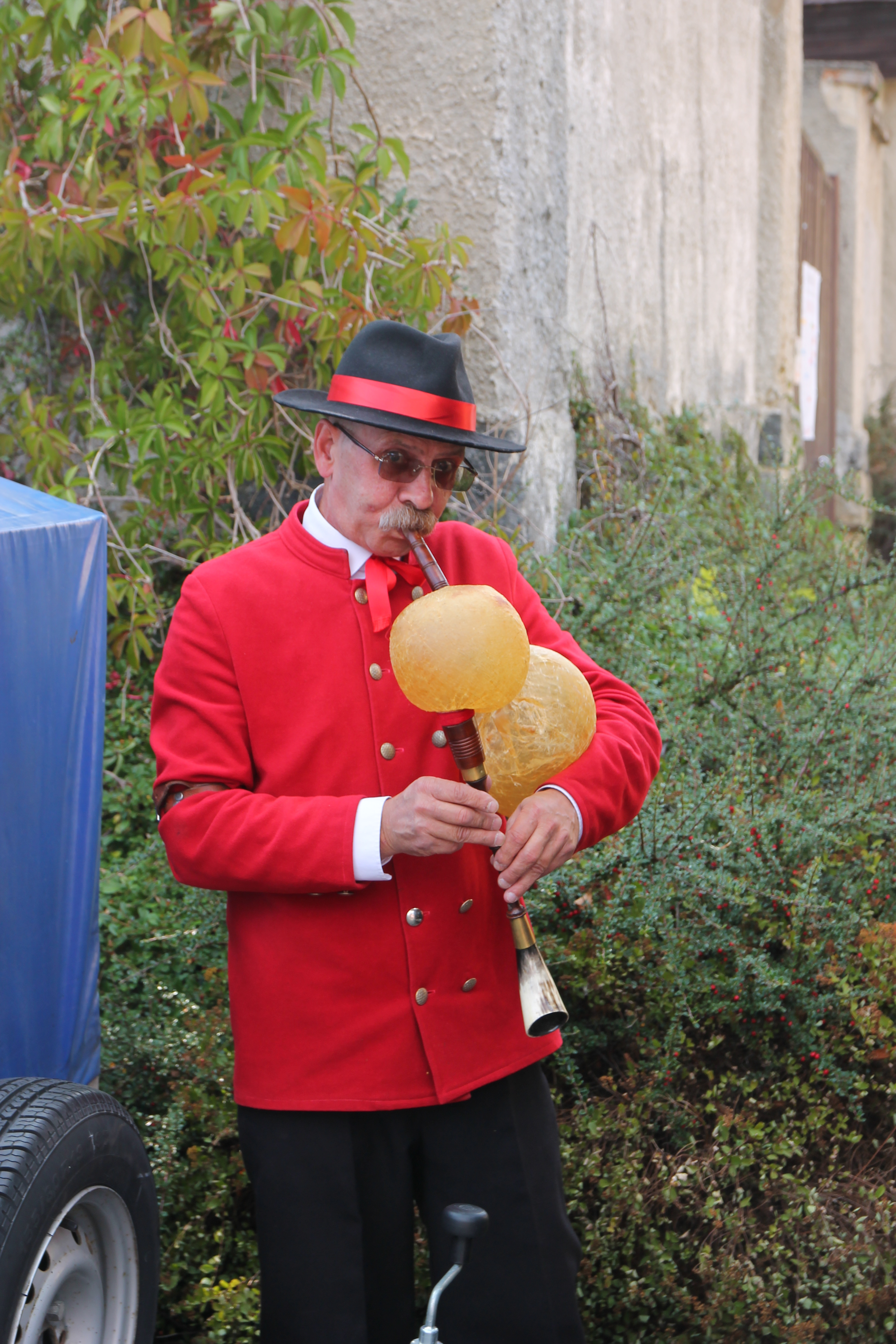
Polský dudák hrající na starobylé měchy
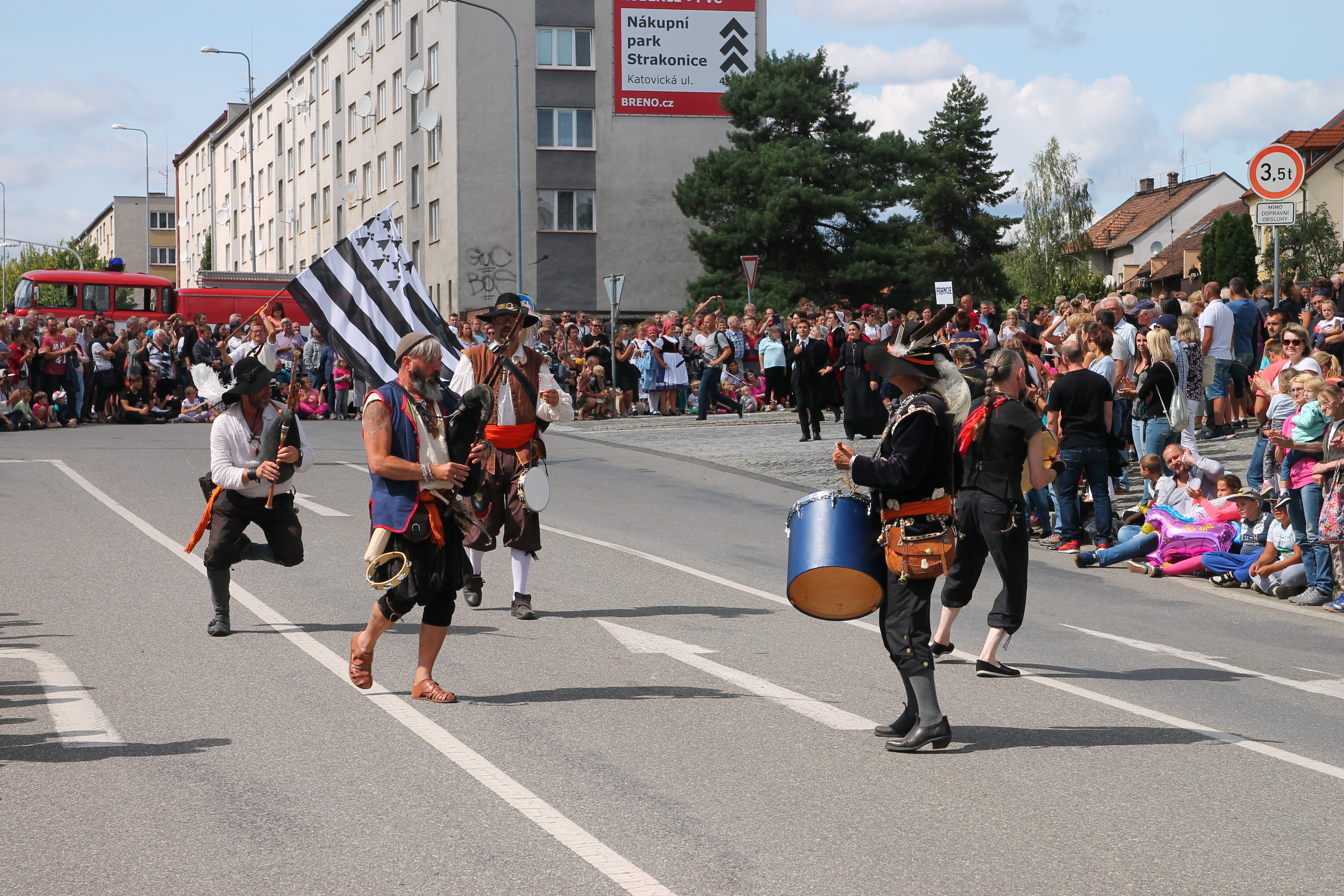
Hailander

2022
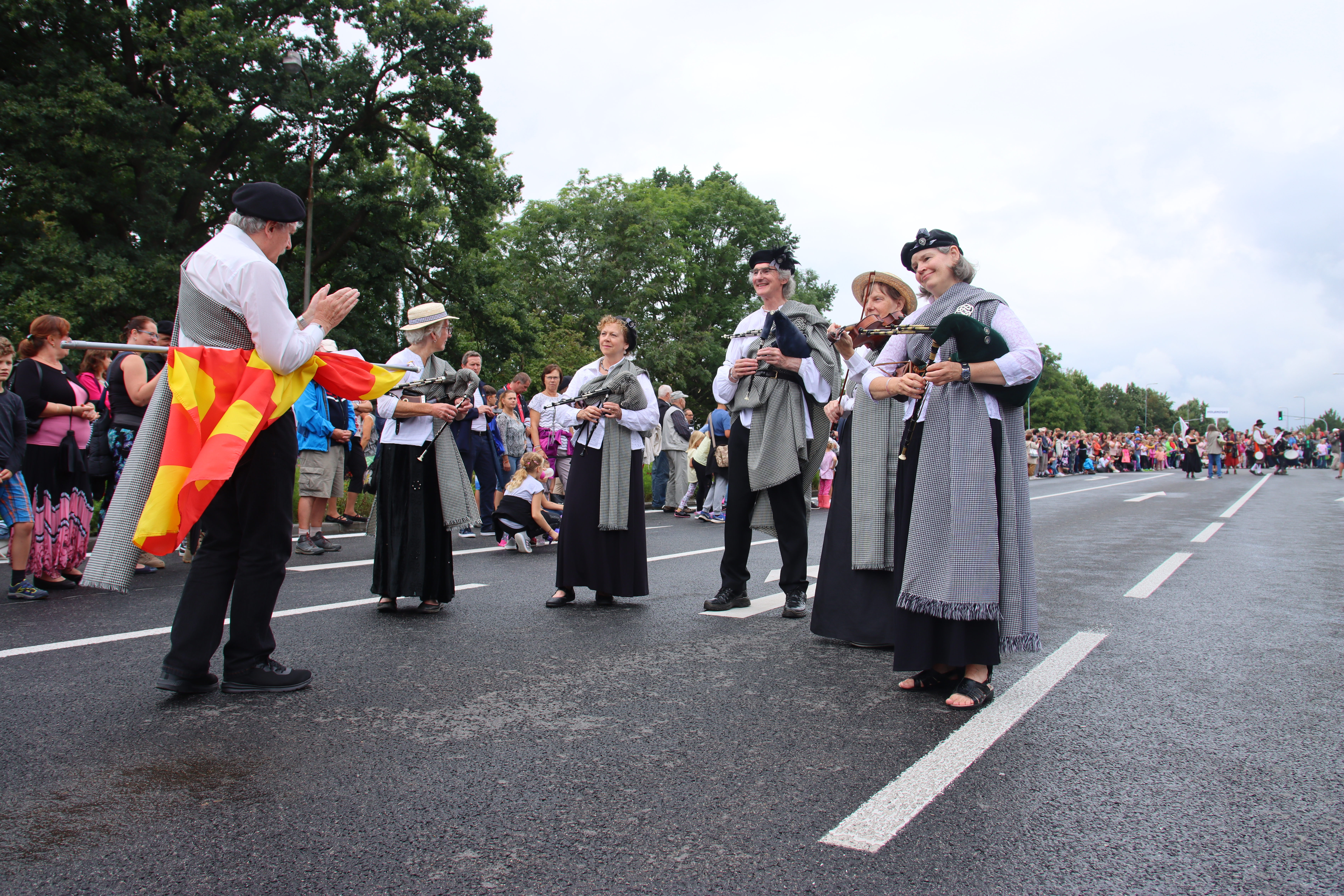
Soubor s malodudami z Northumberlandu
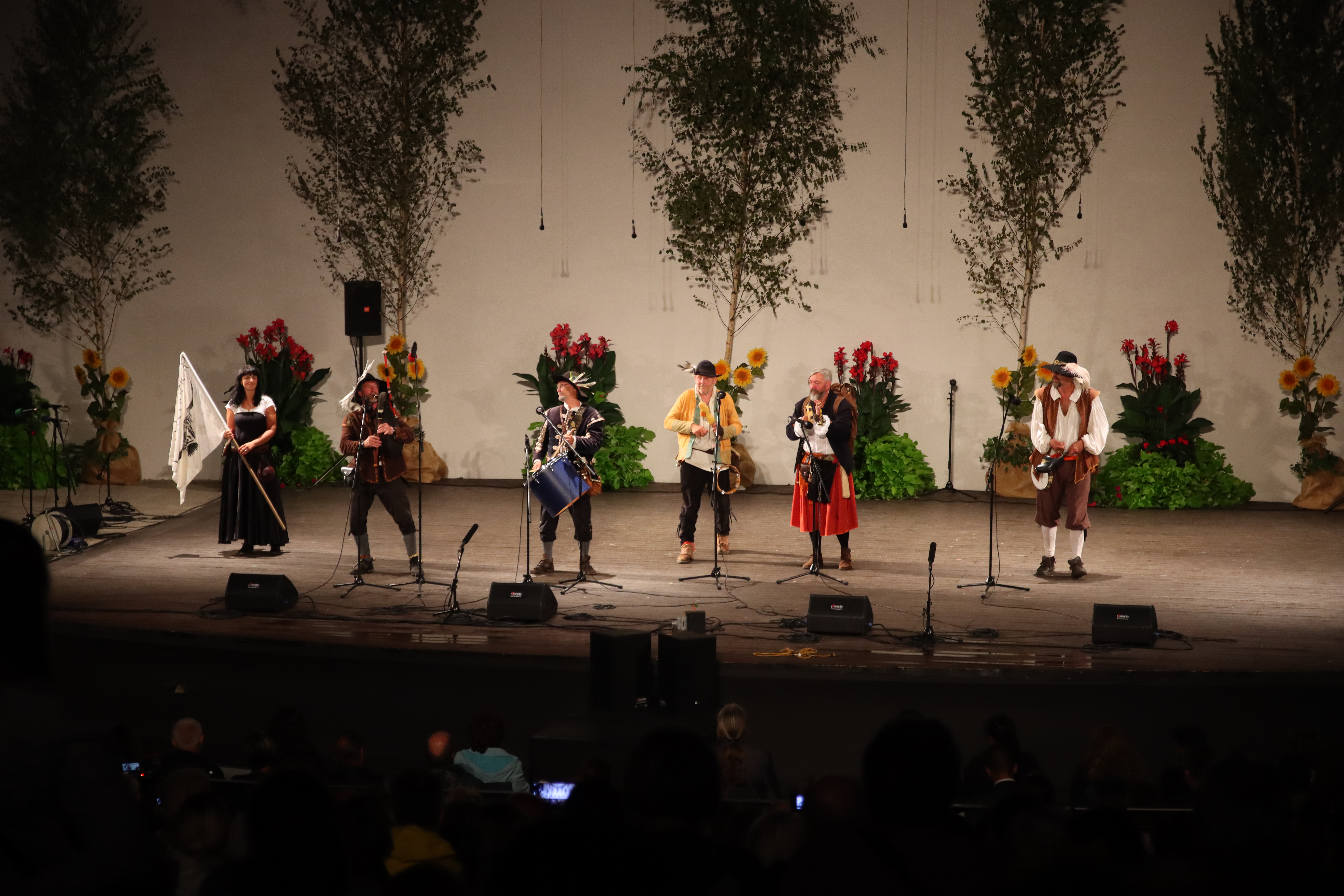
Hailander na úvodním večerním koncertu
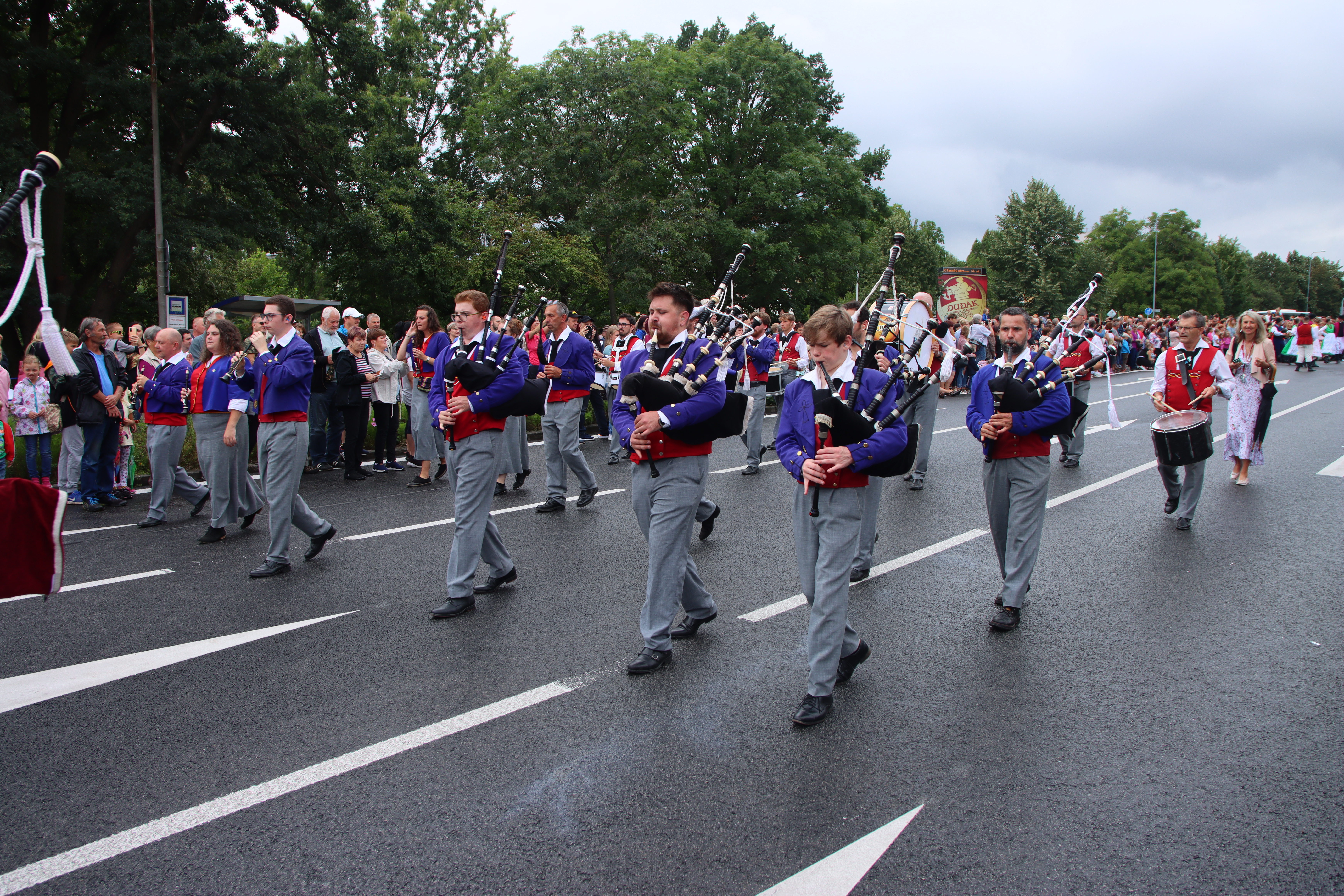
Bretonští dudáci
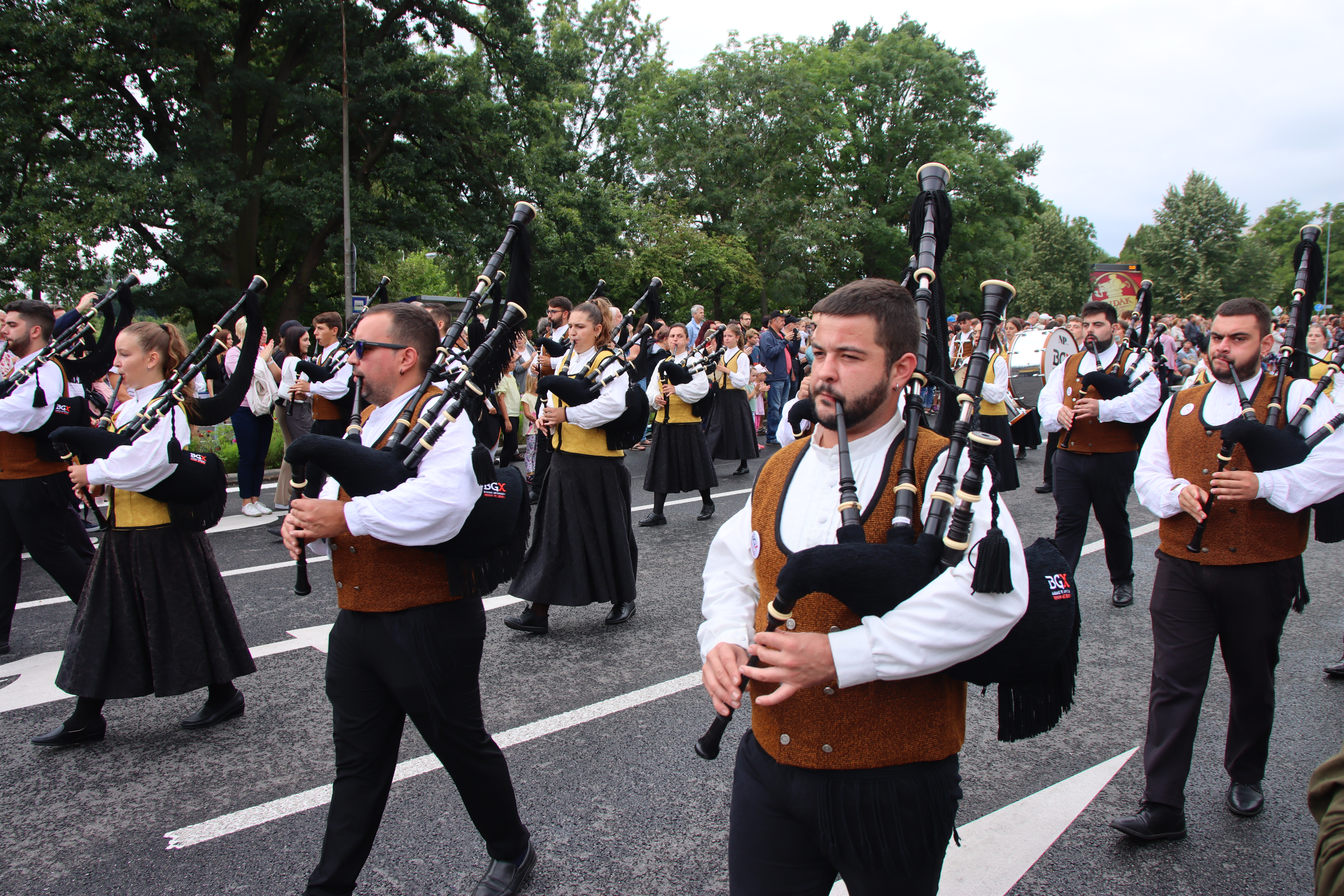
Španělští dudáci
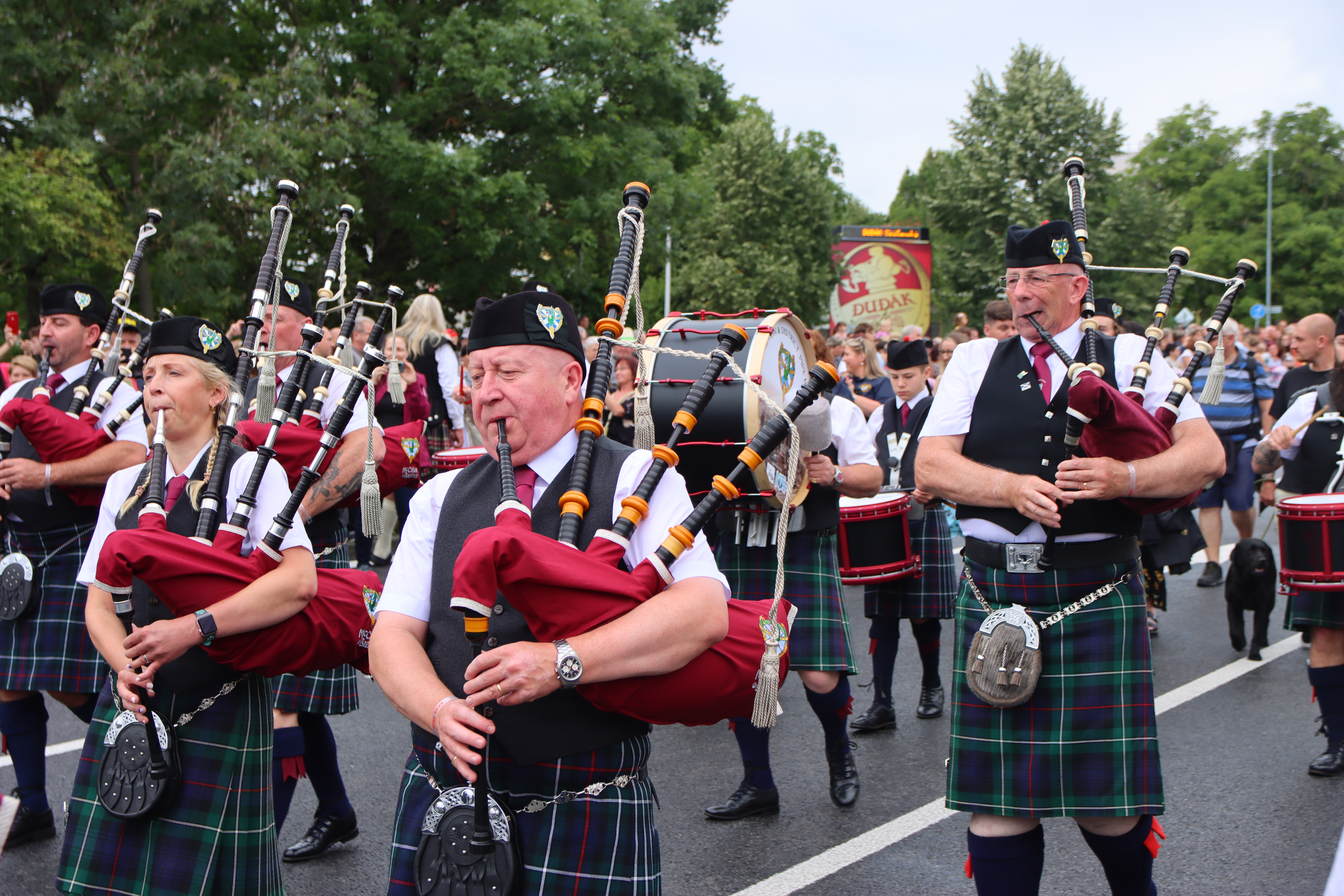
Skotští dudáci
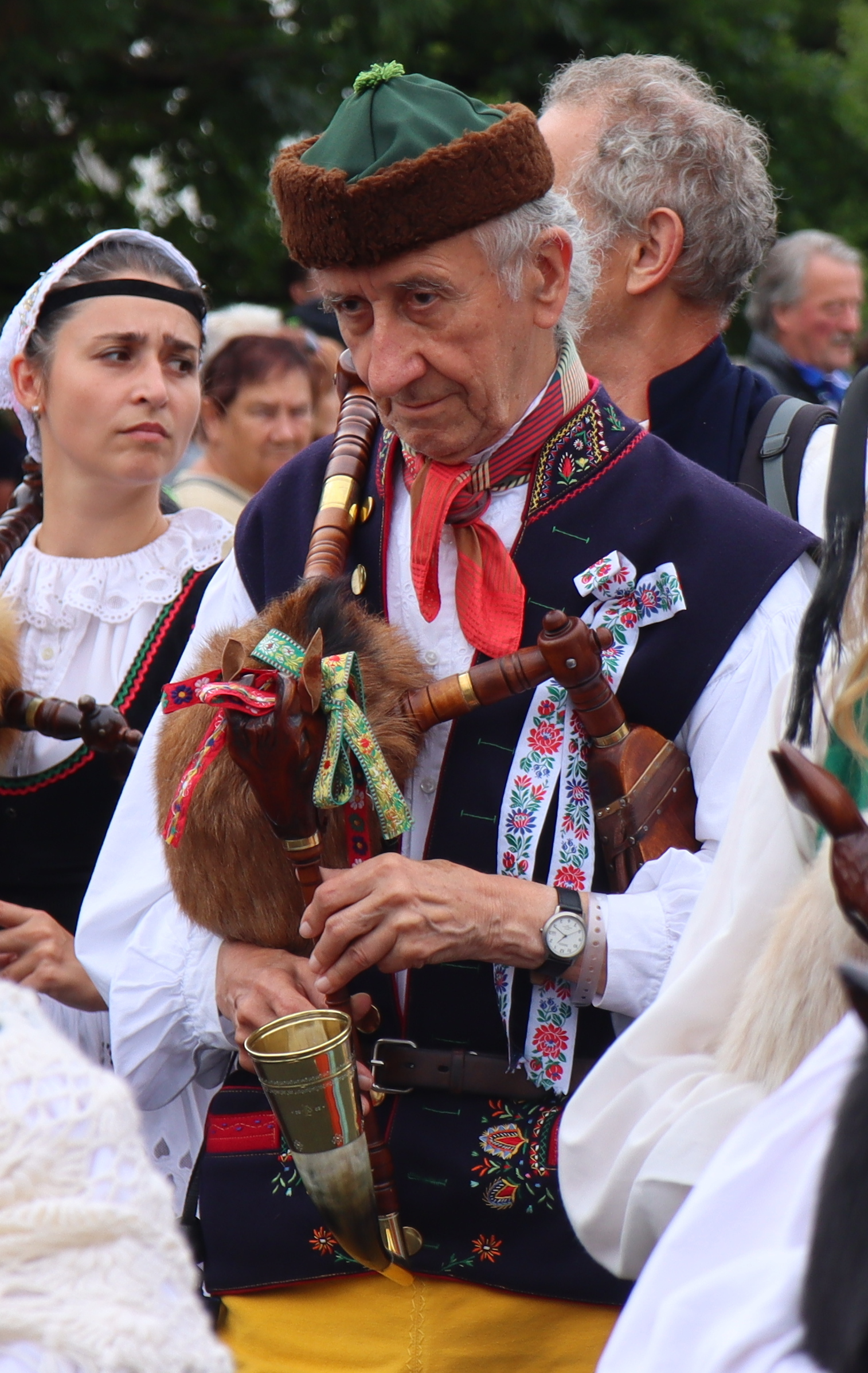
Kněz Pavel Kuneš jako dudák